# Saison 2024-2025 de l'Ajax Amsterdam
Maillots
Chronologie
Saison précédente Saison suivante
La saison 2024-2025 de l'Ajax Amsterdam, club de football néerlandais, voit le club évoluer en Eredivisie pour la 69e saison de son histoire. Classé 5e du championnat national la saison précédente, il s'est ainsi qualifié pour le deuxième tour de qualification de la Ligue Europa (C3). L'Ajax dispute aussi la coupe nationale (KNVB Beker).
L'équipe est dirigée par l'entraîneur italien Francesco Farioli, mis en place au cours de l'été 2024.
L'Ajax est éliminée de la KNVB Cup au stade des huitièmes de finale par l'AZ Alkmaar.

## Effectif

### Transferts

#### Mercato estival
| Nom                 | Nationalité  | Poste             | Type de transfert   | Provenance/Destination  | Division         |
| ------------------- | ------------ | ----------------- | ------------------- | ----------------------- | ---------------- |
| Arrivées            |              |                   |                     |                         |                  |
| Youri Baas          | Pays-Bas     | Défenseur         | Retour de prêt      | NEC Nimègue             | Eredivisie       |
| Francisco Conceição | Portugal     | Attaquant         | Retour de prêt      | FC Porto                | Liga Portugal    |
| Davy Klaassen       | Pays-Bas     | Milieu de terrain | Signature libre     | FC Inter Milan          | Serie A          |
| Georges Mikautadze  | Géorgie      | Attaquant         | Retour de prêt      | FC Metz                 | Ligue 2          |
| Daniele Rugani      | Italie       | Défenseur         | Prêt                | Juventus Turin          | Serie A          |
| Bertrand Traoré     | Burkina Faso | Attaquant         | Transfert libre     | Villarreal CF           | LaLiga           |
| Wout Weghorst       | Pays-Bas     | Attaquant         | Transfert (2,38 M€) | Burnley FC              | Premier League   |
| Owen Wijndal        | Pays-Bas     | Défenseur         | Retour de prêt      | Royal Antwerp FC        | Pro League       |
| Départs             |              |                   |                     |                         |                  |
| Steven Bergwijn     | Pays-Bas     | Attaquant         | Transfert (21 M€)   | Al-Ittihad Club         | Saudi Pro League |
| Francisco Conceição | Portugal     | Attaquant         | Transfert (10,5 M€) | FC Porto                | Liga Portugal    |
| Carlos Forbs        | Portugal     | Attaquant         | Prêt (2,5 M€)       | Wolverhampton Wanderers | Premier League   |
| Jakov Medić         | Croatie      | Défenseur         | Prêt                | VfL Bochum              | Bundesliga       |
| Georges Mikautadze  | Géorgie      | Attaquant         | Transfert (13 M€)   | FC Metz                 | Ligue 2          |
| Gerónimo Rulli      | Argentine    | Gardien de but    | Transfert (4 M€)    | Olympique de Marseille  | Ligue 1          |
| Borna Sosa          | Croatie      | Milieu de terrain | Prêt                | Torino FC               | Serie A          |

#### Mercato hivernal
| Nom                      | Nationalité        | Poste             | Type de transfert | Provenance/Destination | Division         |
| ------------------------ | ------------------ | ----------------- | ----------------- | ---------------------- | ---------------- |
| Départs                  |                    |                   |                   |                        |                  |
| Oliver Valaker Edvardsen | Norvège            | Milieu de terrain | Transfert         | Go Ahead Eagles        | Eredivisie       |
| Matheus Magalhães        | Brésil             | Gardien de but    | Prêt              | SC Braga               | Liga Portugal    |
| Youri Regeer             | Pays-Bas           | Milieu de terrain | Transfert         | FC Twente              | Eredivisie       |
| Lucas Rosa               | Brésil             | Défenseur         | Transfert         | Real Valladolid CF     | LaLiga           |
| Départs                  |                    |                   |                   |                        |                  |
| Gastón Ávila             | Argentine          | Défenseur         | Prêt              | Fortaleza EC           | Serie A          |
| Jaydon Banel             | Pays-Bas           | Milieu de terrain | Transfert         | Burnley FC             | EFL Championship |
| Diant Ramaj              | Allemagne          | Gardien de but    | Transfert         | Borussia Dortmund      | Bundesliga       |
| Devyne Rensch            | Pays-Bas           | Défenseur         | Transfert         | AS Roma                | Serie A          |
| Benjamin Tahirović       | Bosnie-Herzégovine | Milieu de terrain | Transfert         | Brøndby IF             | Superliga        |

### Effectif professionnel
Le premier tableau liste l'effectif professionnel de l'Ajax Amsterdam pour la saison 2024-2025. Le second recense les prêts effectués par le club lors de cette même saison.
En grisé, les sélections de joueurs internationaux chez les jeunes mais n'ayant jamais été appelés aux échelons supérieurs une fois l'âge-limite dépassé ou les joueurs ayant pris leur retraite internationale.
1. ↑  Seule la nationalité sportive est indiquée. Un joueur peut avoir plusieurs nationalités mais n'a le droit de jouer que pour une seule sélection nationale.
2. ↑  Seule la sélection la plus importante est indiquée.

## Compétitions

### Championnat

#### Détail des rencontres

##### Août
| 1re journée           | Ajax Amsterdam | 1 – 0   | SC Heerenveen |                               |                               |
| Dimanche 11 août 2024 | ( Godts) Hlynsson 45e | (1 – 0) | | Johan Cruyff Arena, Amsterdam | Johan Cruyff Arena, Amsterdam |
| Dimanche 11 août 2024 | | Rapport | 16e Bochniewicz · 84e Braude · | Johan Cruyff Arena, Amsterdam | Johan Cruyff Arena, Amsterdam |
| Dimanche 11 août 2024 | Pasveer – Janse, Baas, Šutalo, Gaaei – Van den Boomen ( 59e Taylor), Mannsverk, Hlynsson ( 81e Brobbey) – Godts ( 73e Henderson), Akpom ( 58e Traoré), Berghuis ( 58e Forbs) | Équipes | Van der Hart – Köhlert, Bochniewicz, Kersten, Hall ( 70e Braude) – Sebaoui ( 62e Trenskow), Olsson, Van Ee ( 80e Smans), Al-Saed ( 80e Rallis) – Karlsbakk ( 46e Nicolaescu), Brouwers | Johan Cruyff Arena, Amsterdam | Johan Cruyff Arena, Amsterdam |

| 2e journée            | NAC Breda | 2 – 1   | Ajax Amsterdam |                          |                          |
| Dimanche 18 août 2024 | ( Ómarsson) Garbett 58e · ( Paula) Van den Bergh 90+1e | (0 – 0) | 63e Hato (Berghuis ) | Stade Rat Verlegh, Bréda | Stade Rat Verlegh, Bréda |
| Dimanche 18 août 2024 | | Rapport | 90+7e Mannsverk · | Stade Rat Verlegh, Bréda | Stade Rat Verlegh, Bréda |
| Dimanche 18 août 2024 | Bielica – Kemper, Van den Bergh, Greiml, Valerius ( 66e Koscelník) – Garbett ( 66e Paula), Staring, Janošek ( 89e Mol), Balard, Lucassen ( 79e Kuijpers) – Ómarsson ( 66e Kostorz) | Équipes | Pasveer – Hato, Janse, Šutalo, Gaaei – Van den Boomen ( 56e Taylor), Mannsverk, Hlynsson ( 56e Fitz-Jim) – Godts ( 76e Bergwijn), Brobbey ( 66e Akpom), Traoré ( 57e Berghuis) | Stade Rat Verlegh, Bréda | Stade Rat Verlegh, Bréda |

##### Septembre
| 3e journée        | Ajax Amsterdam | 5 – 0   | Fortuna Sittard |                               |                               |
| 18 septembre 2024 | ( Traoré) Taylor 9e · ( Akpom) Traoré 24e · ( Hato) Baas 58e · ( Klaassen) Rensch 71e · ( Hato) Akpom 87e                                                                      | (2 – 0) | | Johan Cruyff Arena, Amsterdam | Johan Cruyff Arena, Amsterdam |
| 18 septembre 2024 | | Rapport | 35e Peterson · 45+1e Guth · | Johan Cruyff Arena, Amsterdam | Johan Cruyff Arena, Amsterdam |
| 18 septembre 2024 | Pasveer – Hato, Baas, Šutalo ( 46e Rugani), Rensch – Taylor, Henderson ( 60e Van den Boomen), Fitz-Jim ( 60e Klaassen) – Godts ( 72e Rasmussen), Akpom, Traoré ( 66e Weghorst) | Équipes | Branderhorst – Grujcic, Guth, Van Ottele, Pinto – Rosier ( 46e Adewoye), Fosso, Bastien ( 70e Mitrović) – Peterson ( 41e Dahlhaus), Bullaude ( 46e Aiko), Halilović ( 82e Erceg) | Johan Cruyff Arena, Amsterdam | Johan Cruyff Arena, Amsterdam |

| 6e journée        | Go Ahead Eagles | 1 – 1   | Ajax Amsterdam |                            |                            |
| 21 septembre 2024 | ( Breum) Llansana 64e | (0 – 0) | 69e Klaassen (Henderson ) | De Adelaarshorst, Deventer | De Adelaarshorst, Deventer |
| 21 septembre 2024 | Nauber 78e · Linthorst 90+4e | Rapport | 81e Brobbey · 90+5e Gaaei · | De Adelaarshorst, Deventer | De Adelaarshorst, Deventer |
| 21 septembre 2024 | Plogmann – Adelgaard ( 85e Everink), Kramer, Nauber, Deijl – Antman ( 70e O. Edvardsen), Llansana, Breum, Linthorst, Adekanye – V. Edvardsen | Équipes | Pasveer – Hato, Kaplan ( 61e Wijndal), Šutalo, Rensch – Taylor ( 61e Klaassen), Henderson, Fitz-Jim – Godts ( 80e Rasmussen), Weghorst ( 71e Brobbey), Traoré ( 46e Gaaei) | De Adelaarshorst, Deventer | De Adelaarshorst, Deventer |

| 7e journée        | RKC Waalwijk | 0 – 2   | Ajax Amsterdam |                               |                               |
| 29 septembre 2024 | | (0 – 0) | 76e Traoré · 90+4e Godts (Traoré ) | Johan Cruyff Arena, Amsterdam | Johan Cruyff Arena, Amsterdam |
| 29 septembre 2024 | Van Gelderen 20e · Meijers 56e | Rapport | 36e Brobbey · | Johan Cruyff Arena, Amsterdam | Johan Cruyff Arena, Amsterdam |
| 29 septembre 2024 | Houwen – Familia-Castilo ( 51e Meijers), Van den Buijs, Van Gelderen, Lelieveld – Lokesa ( 80e Ihattaren), Oukili, Van de Loo ( 80e Jakobsen), Weidmann, Cleonise ( 46e Margaret) – Zawada | Équipes | Pasveer – Hato, Baas, Šutalo, Rensch – Taylor ( 65e Fitz-Jim), Van den Boomen, Klaassen ( 84e Henderson) – Banel ( 65e Traoré), Brobbey ( 56e Akpom), Rasmussen ( 56e Godts) | Johan Cruyff Arena, Amsterdam | Johan Cruyff Arena, Amsterdam |

##### Octobre
| 8e journée     | Ajax Amsterdam | 3 – 1   | FC Groningue |                               |                               |
| 6 octobre 2024 | ( Brobbey) Klaassen 21e · ( Gaaei) Weghorst 90+1e · ( Weghorst) Akpom 90+3e                                                                                                  | (1 – 0) | 69e Schreuders | Johan Cruyff Arena, Amsterdam | Johan Cruyff Arena, Amsterdam |
| 6 octobre 2024 | Šutalo 65e · Baas 73e · Godts 83e | Rapport | 42e Resink · 71e Blokzijl · | Johan Cruyff Arena, Amsterdam | Johan Cruyff Arena, Amsterdam |
| 6 octobre 2024 | Pasveer – Hato, Baas, Šutalo ( 84e Gaaei), Rensch – Taylor, Klaassen ( 74e Henderson), Van den Boomen – Godts ( 84e Weghorst), Brobbey ( 59e Akpom), Traoré ( 60e Rasmussen) | Équipes | Vaessen – Prins ( 80e Stam), Blokzijl, Rente, Bacuna – Schreuders ( 84e Pelupessy), Hove, Resink ( 46e Valente), Mendes – Van Bergen ( 80e Oosting), Postema | Johan Cruyff Arena, Amsterdam | Johan Cruyff Arena, Amsterdam |

| 9e journée      | Heracles Almelo | 3 – 4   | Ajax Amsterdam |                    |                    |
| 20 octobre 2024 | Kulenović 12e · Engels 28e · ( Roosken) Kulenović 76e | (2 – 2) | 25e Klaassen · 34e Traoré · 63e Weghorst (Hato ) · 82e (pen.) Weghorst                                                                                                  | Erve Asito, Almelo | Erve Asito, Almelo |
| 20 octobre 2024 | De Keersmaecker 14e, 83e | Rapport | 35e Hato · 36e Brobbey · 37e Henderson · 88e Rasmussen · | Erve Asito, Almelo | Erve Asito, Almelo |
| 20 octobre 2024 | De Keijzer – Roosken, Mesík, Mirani, Benita ( 64e Wieckhoff) – 't Zand ( 64e Bruns), Van Kaam ( 64e Žambůrek), Engels ( 83e Hornkamp), De Keersmaecker, Podgoreanu ( 72e Talvitie) – Kulenović | Équipes | Pasveer – Hato ( 87e Rugani), Baas, Šutalo, Rensch – Taylor ( 58e Fitz-Kim), Henderson, Klaassen – Godts ( 73e Rasmussen), Brobbey ( 59e Weghorst), Traoré ( 73e Gaaei) | Erve Asito, Almelo | Erve Asito, Almelo |

| 10e journée     | Ajax Amsterdam | 1 – 0   | Willem II Tilburg |                               |                               |
| 27 octobre 2024 | Klaassen 6e (pen.) | (1 – 0) | | Johan Cruyff Arena, Amsterdam | Johan Cruyff Arena, Amsterdam |
| 27 octobre 2024 | Gaaei 54e | Rapport | | Johan Cruyff Arena, Amsterdam | Johan Cruyff Arena, Amsterdam |
| 27 octobre 2024 | Ramaj – Kaplan, Baas, Rugani ( 64e Šutalo) – Wijndal ( 64e Taylor), Klaassen ( 84e Hato), Van den Boomen, Tahirović ( 77e Godts), Gaaei – Brobbey, Traoré ( 77e Henderson) | Équipes | Didillon-Hödl – Sigurgeirsson ( 70e Nizet), St. Jago, Behounek, Lambert, Tirpan – Meerveld, Lachkar ( 82e Pivaš), Bosch – Vaesen ( 69e Bokila), Sandra ( 69e Fatah) | Johan Cruyff Arena, Amsterdam | Johan Cruyff Arena, Amsterdam |

| 4e journée      | Feyenoord Rotterdam | 0 – 2   | Ajax Amsterdam |                             |                             |
| 30 octobre 2024 | | (0 – 2) | 6e Taylor (Pasveer ) · 25e Hato | Stade Feijenoord, Rotterdam | Stade Feijenoord, Rotterdam |
| 30 octobre 2024 | Trauner 32e · Bueno 42e · Timber 83e · Osman 90+6e | Rapport | 34e Baas · 45+1e Šutalo · | Stade Feijenoord, Rotterdam | Stade Feijenoord, Rotterdam |
| 30 octobre 2024 | Wellenreuther – Bueno ( 68e Nieuwkoop), Hancko, Trauner, Read ( 68e Smal) – Paixão ( 80e Hadj-Moussa), Timber, Milambo ( 80e Nadje), Hwang, Osman – Ueda ( 40e Carranza) | Équipes | Pasveer – Hato, Baas, Šutalo, Rensch – Taylor ( 61e Fitz-Jim), Henderson, Klaassen – Godts ( 69e Traoré), Weghorst ( 84e Brobbey), Akpom ( 85e Gaaei) | Stade Feijenoord, Rotterdam | Stade Feijenoord, Rotterdam |

##### Novembre
| 11e journée            | Ajax Amsterdam | 3 – 2   | PSV Eindhoven |                               |                               |
| Samedi 2 novembre 2024 | ( Hato) Klaassen 43e · Fitz-Jim 66e · Godts 74e | (1 – 1) | 18e De Jong (Lang ) · 54e Perišić (Saibari ) | Johan Cruyff Arena, Amsterdam | Johan Cruyff Arena, Amsterdam |
| Samedi 2 novembre 2024 | Brobbey 70e · Berghuis 90+4e | Rapport | 23e Flamingo · 76e Karsdorp · | Johan Cruyff Arena, Amsterdam | Johan Cruyff Arena, Amsterdam |
| Samedi 2 novembre 2024 | Pasveer – Hato, Baas, Šutalo, Rensch – Fitz-Jim ( 71e Taylor), Henderson, Klaassen ( 86e Rugani) – Akpom ( 61e Godts), Brobbey ( 71e Weghorst), Traoré ( 86e Berghuis) | Équipes | Benítez – Dams ( 46e Júnior), Boscagli, Flamingo ( 89e Driouech), Karsdorp – Saibari, Tillman, Til ( 81e Pepi) – Lang ( 72e Bakayoko), De Jong, Perišić ( 89e Obispo) | Johan Cruyff Arena, Amsterdam | Johan Cruyff Arena, Amsterdam |

| 12e journée               | FC Twente | 2 – 2   | Ajax Amsterdam |                            |                            |
| Dimanche 10 novembre 2024 | Vlap 42e · ( Salah-Eddine) Vlap 65e | (1 – 0) | 59e Klaassen (Taylor ) · 67e Traoré (Taylor ) | De Grolsch Veste, Enschede | De Grolsch Veste, Enschede |
| Dimanche 10 novembre 2024 | Besselink 55e | Rapport | 72e Hato · | De Grolsch Veste, Enschede | De Grolsch Veste, Enschede |
| Dimanche 10 novembre 2024 | Unnerstall – Salah-Eddine ( 84e Kjølø), Bruns, Hilgers ( 84e Lagerbielke), Van Rooij – Vlap, Eiting ( 61e Steijn), Regeer ( 84e Kuipers), Besselink, Rots – Lammers ( 61e Van Wolfswinkel) | Équipes | Pasveer – Hato, Baas, Šutalo, Rensch – Taylor ( 70e Berghuis), Henderson ( 90+5e Van den Boomen), Klaassen ( 63e Fitz-Jim) – Godts ( 46e Traoré), Weghorst ( 70e Brobbey), Akpom | De Grolsch Veste, Enschede | De Grolsch Veste, Enschede |

| 13e journée               | Ajax Amsterdam | 2 – 0   | PEC Zwolle |                               |                               |
| Dimanche 24 novembre 2024 | Brobbey 27e · ( Henderson) Šutalo 63e | (1 – 0) | | Johan Cruyff Arena, Amsterdam | Johan Cruyff Arena, Amsterdam |
| Dimanche 24 novembre 2024 | Hato 43e · Henderson 45e · Wijndal 90+2e | Rapport | 65e Mbayo · | Johan Cruyff Arena, Amsterdam | Johan Cruyff Arena, Amsterdam |
| Dimanche 24 novembre 2024 | Pasveer – Hato ( 80e Wijndal), Baas, Šutalo, Rensch ( 80e Gaaei) – Klaassen, Henderson, Berghuis ( 56e Fitz-Jim) – Taylor, Brobbey ( 66e Weghorst), Traoré ( 56e Akpom) | Équipes | Schendelaar – Van der Haar, García MacNulty, Graves ( 87e Aertssen), Floranus – Mbayo, El Azzouzi, Monteiro ( 77e Velanas), Fichtinger, Namli ( 70e Krastev) – Vente ( 77e Buitink) | Johan Cruyff Arena, Amsterdam | Johan Cruyff Arena, Amsterdam |

##### Décembre
| 14e journée                | NEC Nimègue | 1 – 2   | Ajax Amsterdam |                           |                           |
| Dimanche 1er décembre 2024 | Hansen 13e | (1 – 1) | 15e Weghorst (Taylor ) · 48e Weghorst (Taylor ) | Stade de Goffert, Nimègue | Stade de Goffert, Nimègue |
| Dimanche 1er décembre 2024 | Sano 90+3e | Rapport | 31e Rensch · 51e Weghorst · 69e Gaaei · 74e Hato · 90e Kaplan · | Stade de Goffert, Nimègue | Stade de Goffert, Nimègue |
| Dimanche 1er décembre 2024 | Roefs – Verdonk, Nuytinck, Sandler ( 59e Ouwejan), Pereira – Önal ( 68e Rober), Sano, Ouaissa ( 86e Van Crooij), Proper ( 86e Márquez), Hansen ( 86e Shiogai) – Ogawa | Équipes | Pasveer – Hato, Kaplan, Šutalo, Rensch ( 34e Gaaei) – Taylor ( 74e Henderson), Van den Boomen, Klaassen – Hlynsson ( 46e Fitz-Jim), Weghorst ( 68e Akpom), Berghuis ( 68e Traoré) | Stade de Goffert, Nimègue | Stade de Goffert, Nimègue |

| 5e journée               | Ajax Amsterdam | 2 – 2   | FC Utrecht |                               |                               |
| Mercredi 4 décembre 2024 | Gaaei 25e · Toornstra 29e (csc) | (2 – 1) | 16e Min · 80e (csc) Pasveer | Johan Cruyff Arena, Amsterdam | Johan Cruyff Arena, Amsterdam |
| Mercredi 4 décembre 2024 | Rapport |         | | Johan Cruyff Arena, Amsterdam | Johan Cruyff Arena, Amsterdam |
| Mercredi 4 décembre 2024 | Pasveer – Hato, Baas, Šutalo, Gaaei – Taylor ( 85e Van den Boomen), Henderson, Fitz-Jim ( 61e Klaassen) – Akpom, Weghorst ( 74e Brobbey), Traoré ( 61e Berghuis) | Équipes | Bárkas – El Karouani, Viergever, Van der Hoorn ( 79e Horemans), Vesterlund – Cathline, Aaronson, Toornstra ( 73e Jensen), Iqbal, Rodríguez – Min ( 79e Ohio) | Johan Cruyff Arena, Amsterdam | Johan Cruyff Arena, Amsterdam |

| 15e journée              | AZ Alkmaar | 2 – 1   | Ajax Amsterdam |                       |                       |
| Dimanche 8 décembre 2024 | ( Koopmeiners) Parrott 65e · ( Lahdo) Parrott 76e | (0 – 0) | 81e Godts (Brobbey ) | AFAS Stadion, Alkmaar | AFAS Stadion, Alkmaar |
| Dimanche 8 décembre 2024 | Goes 46e | Rapport | 36e Weghorst · 45+2e Šutalo · | AFAS Stadion, Alkmaar | AFAS Stadion, Alkmaar |
| Dimanche 8 décembre 2024 | Zoet – Møller Wolfe, Penetra, Goes, Maikuma ( 90e Kasius) – Clasie, Mijnans, Koopmeiners – Van Bommel ( 66e Lahdo), Parrott ( 90e Meerdink), Poku ( 83e Smit) | Équipes | Pasveer – Hato, Baas, Šutalo, Gaaei – Taylor ( 78e Rasmussen), Van den Boomen, Klaassen ( 73e Fitz-Jim) – Akpom ( 73e Godts), Weghorst ( 63e Brobbey), Berghuis ( 63e Traoré) | AFAS Stadion, Alkmaar | AFAS Stadion, Alkmaar |

| 16e journée               | Ajax Amsterdam | 3 – 0   | Almere City FC |                               |                               |
| Dimanche 15 décembre 2024 | ( Klaassen) Weghorst 12e · ( Henderson) Taylor 40e · ( Taylor) Fitz-Jim 55e                                                                                               | (2 – 0) | | Johan Cruyff Arena, Amsterdam | Johan Cruyff Arena, Amsterdam |
| Dimanche 15 décembre 2024 | Rensch 57e | Rapport | 50e Jacobs · 66e Kadile · | Johan Cruyff Arena, Amsterdam | Johan Cruyff Arena, Amsterdam |
| Dimanche 15 décembre 2024 | Pasveer – Wijndal ( 84e Kaplan), Baas, Rugani, Rensch – Klaassen, Henderson ( 61e Godts), Fitz-Jim ( 85e Hlynsson) – Taylor, Weghorst ( 75e Brobbey), Akpom ( 61e Traoré) | Équipes | Bakker – Zagarítis, Lawrence ( 62e Barbet), Jacobs, Akujobi – Kadile ( 85e Mattoir), Tahiri ( 62e Haye), Ritmeester Van de Kamp ( 62e Balboa), Providence ( 73e Hansen) – Nalić, Robinet | Johan Cruyff Arena, Amsterdam | Johan Cruyff Arena, Amsterdam |

| 17e journée               | Sparta Rotterdam | 0 – 2   | Ajax Amsterdam |                                       |                                       |
| Dimanche 22 décembre 2024 | | (0 – 0) | 77e (pen.) Taylor · 87e Traoré | Sparta Stadion Het Kasteel, Rotterdam | Sparta Stadion Het Kasteel, Rotterdam |
| Dimanche 22 décembre 2024 | Clement 25e | Rapport | | Sparta Stadion Het Kasteel, Rotterdam | Sparta Stadion Het Kasteel, Rotterdam |
| Dimanche 22 décembre 2024 | Olij – Van Aanholt, Young, Meissen, Bakari ( 79e Kayky) – Baas, Kitolano, Verschueren ( 79e Brym) – Clement ( 66e Nassoh), Lauritsen, Mito ( 57e Neghli) | Équipes | Pasveer – Baas, Rugani, Rensch – Hato, Taylor ( 78e Berghuis), Henderson, Gaaei ( 46e Traoré) – Weghorst ( 58e Brobbey), Klaassen ( 58e Fitz-Jim), Akpom ( 46e Godts) | Sparta Stadion Het Kasteel, Rotterdam | Sparta Stadion Het Kasteel, Rotterdam |

##### Janvier
| 18e journée            | Ajax Amsterdam | 2 – 1   | RKC Waalwijk |                               |                               |
| Samedi 11 janvier 2025 | Berghuis 4e (pen.) · ( Henderson) Taylor 41e | (2 – 0) | 86e Ihattaren (Cleonise ) | Johan Cruyff Arena, Amsterdam | Johan Cruyff Arena, Amsterdam |
| Samedi 11 janvier 2025 | Wijndal 90+2e | Rapport | | Johan Cruyff Arena, Amsterdam | Johan Cruyff Arena, Amsterdam |
| Samedi 11 janvier 2025 | Pasveer – Hato ( 46e Wijndal), Baas, Rugani, Rensch – Taylor ( 57e Fitz-Jim), Henderson ( 68e Van den Boomen), Klaassen – Godts ( 75e Akpom), Brobbey ( 57e Weghorst), Berghuis | Équipes | Kesting – Meijers ( 46e Lelieveld), Wouters, Van Gelderen, Al Mazyani – Margaret ( 68e Jakobsen), Oukili, Ihattaren, Roemeratoe ( 82e Van de Loo), Van der Water ( 46e Cleonise) – Kramer ( 53e Zawada) | Johan Cruyff Arena, Amsterdam | Johan Cruyff Arena, Amsterdam |

| 19e journée              | SC Heerenveen | 0 – 2   | Ajax Amsterdam |                               |                               |
| Dimanche 19 janvier 2025 | | (0 – 1) | 20e Šutalo (Gaaei ) · 82e Akpom | Stade Abe-Lenstra, Heerenveen | Stade Abe-Lenstra, Heerenveen |
| Dimanche 19 janvier 2025 | Jahanbakhsh 87e | Rapport | 44e Fitz-Jim · | Stade Abe-Lenstra, Heerenveen | Stade Abe-Lenstra, Heerenveen |
| Dimanche 19 janvier 2025 | Van der Hart – Köhlert, Hopland, Kersten, Ali ( 80e Nunnely) – Trenskow, Condé, Smans, Van Ee, Jahanbakhsh – Rallis ( 28e Sebaoui) | Équipes | Pasveer – Hato, Baas, Šutalo, Gaaei ( 80e Rensch) – Taylor, Henderson, Fitz-Jim ( 58e Klaassen) – Godts ( 73e Akpom), Brobbey ( 73e Weghorst), Traoré ( 58e Berghuis) | Stade Abe-Lenstra, Heerenveen | Stade Abe-Lenstra, Heerenveen |

##### Février
| 21e journée             | Ajax Amsterdam | 2 – 1   | Feyenoord Rotterdam |                               |                               |
| Dimanche 2 février 2025 | Brobbey 37e · ( Gaaei) Taylor 90+4e | (1 – 0) | 67e Timber (Ueda ) | Johan Cruyff Arena, Amsterdam | Johan Cruyff Arena, Amsterdam |
| Dimanche 2 février 2025 | Hato 42e · Regeer 83e · Taylor 90+5e | Rapport | 45e Hwang · 72e Trauner · | Johan Cruyff Arena, Amsterdam | Johan Cruyff Arena, Amsterdam |
| Dimanche 2 février 2025 | Pasveer – Hato, Baas, Šutalo, Gaaei – Taylor ( 90+7e Rugani), Henderson, Klaassen ( 60e Fitz-Jim) – Berghuis ( 68e Regeer), Brobbey ( 46e Weghorst), Traoré ( 68e Rasmussen) | Équipes | Wellenreuther – Bueno ( 80e Hartman), Hancko, Trauner, Nieuwkoop ( 60e Read) – Moder ( 60e Timber), Hwang, Milambo ( 80e Zechiël) – Paixão, Ueda ( 88e Carranza), Hadj Moussa | Johan Cruyff Arena, Amsterdam | Johan Cruyff Arena, Amsterdam |

| 22e journée             | Fortuna Sittard | 0 – 2   | Ajax Amsterdam |                                  |                                  |
| Dimanche 9 février 2025 | | (0 – 0) | 68e Weghorst (Berghuis ) · 90+4e Rasmussen (Weghorst ) | Fortuna Sittard Stadion, Sittard | Fortuna Sittard Stadion, Sittard |
| Dimanche 9 février 2025 | Peterson 59e · Sinkgraven 90e | Rapport | 33e Fitz-Jim · 42e Henderson · 84e Edvardsen · | Fortuna Sittard Stadion, Sittard | Fortuna Sittard Stadion, Sittard |
| Dimanche 9 février 2025 | Koopmans – Dijks, Rosier, Adewoye, Van Ottele, Mitrović ( 86e Dahlhaus) – Peterson ( 65e Radulović), Halilović ( 86e Grujčić), Fosso ( 77e Sinkgraven), Michut ( 77e Bullaude) – Da Cruz | Équipes | Pasveer – Mokio, Baas, Šutalo, Gaaei – Taylor, Henderson ( 46e Klaassen), Fitz-Jim ( 83e Rasmussen) – Berghuis ( 83e Rugani), Brobbey ( 59e Weghorst), Traoré ( 59e Edvardsen) | Fortuna Sittard Stadion, Sittard | Fortuna Sittard Stadion, Sittard |

| 23e journée              | Ajax Amsterdam | 4 – 0   | Heracles Almelo |                               |                               |
| Dimanche 16 février 2025 | ( Berghuis) Godts 17e · ( Traoré) Brobbey 42e · ( Hato) Edvardsen 56e · ( Hato) Klaassen 66e                                                                            | (2 – 0) | | Johan Cruyff Arena, Amsterdam | Johan Cruyff Arena, Amsterdam |
| Dimanche 16 février 2025 | Rapport |         | | Johan Cruyff Arena, Amsterdam | Johan Cruyff Arena, Amsterdam |
| Dimanche 16 février 2025 | Pasveer – Hato, Janse, Šutalo, Gaaei – Fitz-Jim ( 68e Mokio), Klaassen, Berghuis ( 83e Steur) – Godts ( 46e Edvardsen), Brobbey ( 77e Bounida), Traoré ( 68e Rasmussen) | Équipes | De Keijzer – Rots, Mesík ( 75e Hoogma), Mirani, Wieckhoff ( 64e Benita) – Podgoreanu ( 74e Limbombe), De Keersmaecker, Bruns ( 64e Van Kaam), Scheperman, Talvitie – Kulenović | Johan Cruyff Arena, Amsterdam | Johan Cruyff Arena, Amsterdam |

| 20e journée              | Ajax Amsterdam | 2 – 0   | Go Ahead Eagles |                               |                               |
| Dimanche 23 février 2025 | ( Godts) Brobbey 56e · ( Gaaei) Edvardsen 86e | (0 – 0) | | Johan Cruyff Arena, Amsterdam | Johan Cruyff Arena, Amsterdam |
| Dimanche 23 février 2025 | Kaplan 32e · Godts 36e | Rapport | 8e Nauber · | Johan Cruyff Arena, Amsterdam | Johan Cruyff Arena, Amsterdam |
| Dimanche 23 février 2025 | Matheus – Hato, Baas, Kaplan ( 46e Rugani), Gaaei – Taylor, Klaassen, Mokio ( 59e Fitz-Jim) – Godts ( 79e Edvardsen), Brobbey ( 59e Berghuis), Traoré ( 89e Konadu) | Équipes | De Busser – James ( 73e Weijenberg), Kramer, Nauber, Deijl – Suray ( 73e Adelgaard), Linthorst ( 64e Twigt), Breum, Llansana ( 83e Smit), Antman ( 73e Dirksen) – Edvardsen | Johan Cruyff Arena, Amsterdam | Johan Cruyff Arena, Amsterdam |

##### Mars
| 24e journée          | Almere City FC | 0 – 1   | Ajax Amsterdam |                        |                        |
| Dimanche 2 mars 2025 | | (0 – 1) | 8e Taylor | Yanmar Stadion, Almere | Yanmar Stadion, Almere |
| Dimanche 2 mars 2025 | Lawrence 54e | Rapport | | Yanmar Stadion, Almere | Yanmar Stadion, Almere |
| Dimanche 2 mars 2025 | Bakker – Zagarítis, Lawrence, Visus, Akujobi – Kadile ( 84e De Nijs), Tahiri ( 83e Jasim), Robinet, Haye, Hansen ( 83e Nalić) – Brym ( 84e Providence) | Équipes | Matheus – Hato, Baas, Rugani, Gaaei – Taylor ( 90e Rosa), Klaassen, Fitz-Jim ( 46e Mokio) – Godts ( 56e Edvardsen), Brobbey, Berghuis ( 72e Henderson) | Yanmar Stadion, Almere | Yanmar Stadion, Almere |

| 25e journée          | PEC Zwolle | 0 – 1   | Ajax Amsterdam |                          |                          |
| Dimanche 9 mars 2025 | | (0 – 0) | 61e (pen.) Taylor | MAC³PARK Stadion, Zwolle | MAC³PARK Stadion, Zwolle |
| Dimanche 9 mars 2025 | Thomas 32e | Rapport | | MAC³PARK Stadion, Zwolle | MAC³PARK Stadion, Zwolle |
| Dimanche 9 mars 2025 | Schendelaar – Van der Haar, MacNulty, El Azzouzi, Graves, Aertssen – Krastev, Thomas ( 55e Fichtinger 80e Buitink), Van den Berg ( 72e De Rooij), Mbayo ( 72e Velanas) – Vente | Équipes | Matheus – Hato, Baas, Šutalo, Gaaei – Taylor ( 84e Van den Boomen), Mokio, Fitz-Jim ( 70e Edvardsen) – Godts ( 70e Henderson), Brobbey ( 15e Traoré), Berghuis | MAC³PARK Stadion, Zwolle | MAC³PARK Stadion, Zwolle |

| 26e journée           | Ajax Amsterdam | 2 – 2   | AZ Alkmaar |                               |                               |
| Dimanche 16 mars 2025 | ( Traoré) Gaaei 58e · Edvardsen 85e | (0 – 0) | 52e Buurmeester · 83e Sadiq (Koopmeiners ) | Johan Cruyff Arena, Amsterdam | Johan Cruyff Arena, Amsterdam |
| Dimanche 16 mars 2025 | Taylor 22e · Gaaei 74e | Rapport | 32e, 74e Penetra · 54e Belić · 58e Clasie · | Johan Cruyff Arena, Amsterdam | Johan Cruyff Arena, Amsterdam |
| Dimanche 16 mars 2025 | Matheus – Hato, Baas, Šutalo, Gaaei – Taylor ( 90+1e Berghuis), Henderson, Fitz-Jim ( 57e Klaassen) – Godts ( 80e Edvardsen), Brobbey ( 90+1e Konadu), Traoré ( 80e Rosa) | Équipes | Owusu-Oduro – Møller Wolfe ( 80e De Wit), Penetra, Goes, Kasius ( 68e Dijkstra) – Buurmeester ( 90e Martins Indi), Clasie, Belić ( 68e Meerdink), Koopmeiners, Poku – Parrott ( 68e Sadiq) | Johan Cruyff Arena, Amsterdam | Johan Cruyff Arena, Amsterdam |

| 27e journée           | PSV Eindhoven | 0 – 2   | Ajax Amsterdam |                          |                          |
| Dimanche 30 mars 2025 | | (0 – 1) | 35e Klaassen (Rosa ) · 67e Traoré (Matheus ) | Stade Philips, Eindhoven | Stade Philips, Eindhoven |
| Dimanche 30 mars 2025 | Lang 76e | Rapport | 36e Brobbey · 58e Taylor · | Stade Philips, Eindhoven | Stade Philips, Eindhoven |
| Dimanche 30 mars 2025 | Benítez – Mauro Jr ( 86e Land), Boscagli ( 77e Bakayoko), Flamingo, Dest ( 77e Ledezma) – Saibari, Veerman ( 46e Malacia), Til ( 46e Tillman) – Lang, De Jong, Perišić | Équipes | Matheus – Hato, Baas ( 61e Rugani), Šutalo, Rosa – Taylor, Henderson, Klaassen ( 80e Wijndal) – Godts ( 76e Edvardsen), Brobbey, Berghuis ( 62e Traoré) | Stade Philips, Eindhoven | Stade Philips, Eindhoven |

##### Avril
| 28e journée           | Ajax Amsterdam | 3 – 1   | NAC Breda |                               |                               |
| Dimanche 6 avril 2025 | Taylor 32e (pen.) · ( Konadu) Berghuis 35e · ( Taylor) Mokio 76e | (2 – 1) | 9e Sauer (Van den Bergh ) | Johan Cruyff Arena, Amsterdam | Johan Cruyff Arena, Amsterdam |
| Dimanche 6 avril 2025 | Mokio 69e | Rapport | 31e Kortsmit · 62e Greiml · 62e Leemans · 72e Balard · 87e Sowah · | Johan Cruyff Arena, Amsterdam | Johan Cruyff Arena, Amsterdam |
| Dimanche 6 avril 2025 | Matheus – Hato, Kaplan, Šutalo, Rosa – Taylor ( 86e Fitz-Jim), Klaassen, Berghuis ( 73e Rasmussen) – Godts ( 73e Edvardsen), Konadu ( 60e Weghorst), Traoré ( 60e Mokio) | Équipes | Kortsmit – Kemper, Van den Bergh, Mahmutovic, Greiml, Valerius ( 73e Kaied) – Sauer ( 74e Fernandes), Leemans ( 73e Kostorz), Balard, Sowah – Ómarsson ( 74e Van Hooijdonk) | Johan Cruyff Arena, Amsterdam | Johan Cruyff Arena, Amsterdam |

| 29e journée            | Willem II Tilburg | 1 – 2   | Ajax Amsterdam |                                  |                                  |
| Dimanche 13 avril 2025 | ( Bokila) Kehrer 41e | (1 – 0) | 74e Edvardsen (Berghuis ) · 78e Weghorst (Fitz-Jim ) | Stade Roi-Guillaume-II, Tilbourg | Stade Roi-Guillaume-II, Tilbourg |
| Dimanche 13 avril 2025 | Mathijsen 8e | Rapport | | Stade Roi-Guillaume-II, Tilbourg | Stade Roi-Guillaume-II, Tilbourg |
| Dimanche 13 avril 2025 | Didillon-Hödl – Sigurgeirsson ( 83e Fatah), Schouten, St. Jago, Mathijsen ( 75e Nizet) – Lachkar, Sandra ( 84e Pivaš), Bosch – Meerveld ( 84e Doodeman), Bokila ( 72e Sylla), Kehrer | Équipes | Matheus – Hato ( 69e Fitz-Jim), Kaplan, Šutalo, Gaaei – Taylor, Henderson ( 90e Rugani), Klaassen ( 59e Berghuis) – Godts ( 69e Edvardsen), Brobbey ( 59e Weghorst), Traoré | Stade Roi-Guillaume-II, Tilbourg | Stade Roi-Guillaume-II, Tilbourg |

| 30e journée            | Ajax Amsterdam | 1 – 1   | Sparta Rotterdam |                               |                               |
| Dimanche 27 avril 2025 | Regeer 90+7e | (0 – 0) | 90+5e Nassoh (Clement ) | Johan Cruyff Arena, Amsterdam | Johan Cruyff Arena, Amsterdam |
| Dimanche 27 avril 2025 | Rugani 52e | Rapport | 27e Van Aanholt · 36e Kitolano · | Johan Cruyff Arena, Amsterdam | Johan Cruyff Arena, Amsterdam |
| Dimanche 27 avril 2025 | Matheus – Hato, Rugani, Šutalo, Gaaei – Edvardsen ( 63e Godts), Klaassen, Taylor ( 89e Regeer), Berghuis, Traoré ( 55e Mokio) – Brobbey ( 55e Weghorst) | Équipes | Olij – Van Aanholt, Eerdhuijzen, Young ( 82e Meissen), Bakari – Mito ( 67e Nassoh), Kitolano ( 67e Eiting), Hlynsson, Zechiël ( 89e Ideho), Van Bergen ( 82e Clement) – Lauritsen | Johan Cruyff Arena, Amsterdam | Johan Cruyff Arena, Amsterdam |

| 31e journée            | FC Utrecht | 4 – 0   | Ajax Amsterdam |                               |                               |
| Dimanche 20 avril 2025 | ( Horemans) Haller 29e · ( Cathline) Rodríguez 52e · ( Fraulo) Rodríguez 63e · ( Cathline) Aaronson 85e                                                                                     | (1 – 0) | | Stade de Galgenwaard, Utrecht | Stade de Galgenwaard, Utrecht |
| Dimanche 20 avril 2025 | Aaronson 45e | Rapport | 39e Henderson · 56e Brobbey · 70e Traoré · | Stade de Galgenwaard, Utrecht | Stade de Galgenwaard, Utrecht |
| Dimanche 20 avril 2025 | Bárkas – El Karouani, Viergever, Van der Hoorn, Horemans – Cathline ( 88e Blake), Aaronson, Fraulo ( 90+1e Jensen), Engwanda ( 79e Didden), Rodríguez ( 88e Jonathans) – Haller ( 74e Ohio) | Équipes | Matheus – Hato ( 72e Wijndal), Kaplan, Šutalo, Gaaei – Taylor ( 72e Mokio), Henderson, Klaassen ( 59e Traoré) – Godts ( 59e Weghorst), Brobbey ( 74e Edvardsen), Berghuis | Stade de Galgenwaard, Utrecht | Stade de Galgenwaard, Utrecht |

##### Mai
| 32e journée          | Ajax Amsterdam | 0 – 3   | NEC Nimègue |                               |                               |
| Dimanche 11 mai 2025 | | (0 – 0) | 59e Hansen (Sano ) · 67e Pereira · 82e Ouaissa (Lýratzis ) | Johan Cruyff Arena, Amsterdam | Johan Cruyff Arena, Amsterdam |
| Dimanche 11 mai 2025 | Gaaei 30e · Fitz-Jim 64e | Rapport | 27e Márquez · 37e Van Crooij · 38e Pereira · 69e Verdonk · | Johan Cruyff Arena, Amsterdam | Johan Cruyff Arena, Amsterdam |
| Dimanche 11 mai 2025 | Pasveer – Hato ( 73e Wijndal), Rugani ( 59e Fitz-Jim), Šutalo ( 46e Janse), Gaaei – Taylor ( 73e Mokio), Klaassen, Henderson – Berghuis, Weghorst, Traoré ( 59e Godts) | Équipes | Roefs – Verdonk, Márquez, Sandler ( 80e Lýratzis), Pereira ( 80e Sbai) – Ouwejan ( 59e Önal), Van Crooij, Ouaissa, Sano, Hansen ( 87e Schöne) – Linssen ( 80e Shiogai) | Johan Cruyff Arena, Amsterdam | Johan Cruyff Arena, Amsterdam |

| 33e journée          | FC Groningue | 2 – 2   | Ajax Amsterdam |                     |                     |
| Mercredi 14 mai 2025 | ( Resink) Van Bergen 52e · Blokzijl 90+9e | (0 – 1) | 27e Gaaei (Brobbey ) · 68e Weghorst (Berghuis ) | Euroborg, Groningue | Euroborg, Groningue |
| Mercredi 14 mai 2025 | Bacuna 55e · Ekdal 81e · Valente 90+3e · Vaessen 90+9e | Rapport | 72e Henderson · 83e Gaaei · | Euroborg, Groningue | Euroborg, Groningue |
| Mercredi 14 mai 2025 | Vaessen – Prins ( 73e Peersman), Blokzijl, Ekdal, Rente – Schreuders ( 80e Seuntjens), Resink, Valente, Bacuna ( 86e Postema), Kwakman ( 73e Willumsson) – Van Bergen | Équipes | Pasveer – Mokio ( 64e Wijndal), Hato, Šutalo, Gaaei – Taylor, Henderson, Fitz-Jim ( 56e Klaassen) – Godts ( 77e Regeer), Brobbey ( 56e Weghorst), Traoré ( 64e Berghuis) | Euroborg, Groningue | Euroborg, Groningue |

| 34e journée          | Ajax Amsterdam | 2 – 0   | FC Twente |                               |                               |
| Dimanche 18 mai 2025 | ( Regeer) Henderson 28e · ( Traoré) Weghorst 90e | (1 – 0) | | Johan Cruyff Arena, Amsterdam | Johan Cruyff Arena, Amsterdam |
| Dimanche 18 mai 2025 | | Rapport | 40e Steijn · 68e Verschueren · | Johan Cruyff Arena, Amsterdam | Johan Cruyff Arena, Amsterdam |
| Dimanche 18 mai 2025 | Pasveer – Wijndal ( 66e Godts), Hato, Šutalo, Rosa ( 56e Mokio) – Regeer ( 76e Janse), Henderson, Klaassen – Taylor, Brobbey ( 56e Weghorst), Berghuis ( 76e Traoré) | Équipes | Tytoń – Kuipers ( 82e Vennegoor of Hesselink), Bruns, Hilgers ( 46e Van Hoorenbeeck), Van Rooij – Vlap, Sadílek ( 64e Verschueren), Steijn, Kjølø, Taha ( 76e Ltaief) – Van Wolfswinkel ( 77e Rots) | Johan Cruyff Arena, Amsterdam | Johan Cruyff Arena, Amsterdam |

#### Classement
Évolution du classement de l'Ajax Amsterdam en fonction des résultats
| Journée     | 1  | 2  | 3   | 4    | 5    | 6   | 7   | 8   | 9   | 10  | 11  | 12  | 13  | 14  | 15  | 16  | 17  | 18  | 19  | 20  | 21  | 22  | 23  | 24  | 25  | 26  | 27  | 28  | 29  | 31  | 30  | 32  | 33  | 34  | Journées leader | Journées qualifi. européenne | Journées relégable |
| ----------- | -- | -- | --- | ---- | ---- | --- | --- | --- | --- | --- | --- | --- | --- | --- | --- | --- | --- | --- | --- | --- | --- | --- | --- | --- | --- | --- | --- | --- | --- | --- | --- | --- | --- | --- | --------------- | ---------------------------- | ------------------ |
| Rang        | 5  | 9  | 9-1 | 12-2 | 15-3 | 9-2 | 5-2 | 5-2 | 3-2 | 3-2 | 2-1 | 3-1 | 3-1 | 2-1 | 3   | 2   | 2   | 2   | 2   | 2-1 | 2-1 | 1-1 | 1-1 | 1   | 1   | 1   | 1   | 1   | 1+1 | 1+1 | 1   | 1   | 2   | 2   | 11              | 31                           |                    |
| Résultat    | V  | D  | —   | —    | —    | N   | V   | V   | V   | V   | V   | N   | V   | V   | D   | V   | V   | V   | V   | —   | V   | V   | V   | V   | V   | N   | V   | V   | V   | D   | N   | D   | N   | V   | —               | —                            | —                  |
| Écart (pts) | +2 | +0 | +0  | -2   | -3   | +0  | +1  | +3  | +5  | +7  | +12 | +11 | +13 | +16 | +15 | +15 | +17 | +18 | +20 | +21 | +23 | +25 | +27 | +32 | +33 | +33 | +35 | +37 | +39 | +39 | +36 | +36 | +35 | +37 | —               | —                            | —                  |
| Écart (pts) | +3 | +3 | +3  | +1   | +0   | +3  | +4  | +6  | +8  | +11 | +16 | +15 | +18 | +21 | +22 | +24 | +27 | +29 | +31 | +28 | +28 | +31 | +34 | +37 | +39 | +40 | +43 | +46 | +49 | +50 | +49 | +49 | +50 | +53 | —               | —                            | —                  |

### Coupe des Pays-Bas
Qualifié pour la phase de poules d'une compétition continentale, l'Ajax fait partie des six équipes néerlandaises se retrouvant exemptées du premier tour de la compétition et entrant ainsi directement au deuxième tour.
| 2e tour                | Ajax Amsterdam | 2 – 0   | SC Telstar (2) |                                                    |                                                    |
| 19 décembre 2024 21h00 | ( Van den Boomen) Rugani 64e · ( Gaaei) Akpom 86e | (0 – 0) | | Johan Cruyff Arena, Amsterdam Spectateurs : 53 017 | Johan Cruyff Arena, Amsterdam Spectateurs : 53 017 |
| 19 décembre 2024 21h00 | Fitz-Jim 45+2e | Résumé  | 45+2e Bakker · | Johan Cruyff Arena, Amsterdam Spectateurs : 53 017 | Johan Cruyff Arena, Amsterdam Spectateurs : 53 017 |
| 19 décembre 2024 21h00 | Pasveer – Gaaei, Rugani, Kaplan, Hato – Henderson, Fitz-Jim ( 57e Taylor), Berghuis ( 46e Van den Boomen) – Godts ( 57e Akpom), Brobbey ( 46e Weghorst), Traoré ( 78e Klaassen) | Équipes | Koeman – Bakker, Koswal ( 71e Dirks), Apau – Hardeveld ( 78e Noslin), Offerhaus, Rossen ( 84e Kharchouch), Owusu ( 46e Turfkruier) – Hamdaoui ( 46e Hetli), Eddahchouri, El Kachati | Johan Cruyff Arena, Amsterdam Spectateurs : 53 017 | Johan Cruyff Arena, Amsterdam Spectateurs : 53 017 |

| 1/8 de finale         | AZ Alkmaar (1) | 2 – 0   | Ajax Amsterdam |                       |                       |
| Mardi 14 janvier 2025 | Goes 36e · ( Buurmeester) Meerdink 89e | (1 – 0) | | AFAS Stadion, Alkmaar | AFAS Stadion, Alkmaar |
| Mardi 14 janvier 2025 | Koopmeiners 81e | Résumé  | 77e Traoré · 90+3e Baas · | AFAS Stadion, Alkmaar | AFAS Stadion, Alkmaar |
| Mardi 14 janvier 2025 | Owusu-Oduro – Møller Wolfe, Penetra, Goes, Maikuma – Poku ( 73e Buurmeester), Clasie, Mijnans, Koopmeiners ( 85e Kwakman), Addai ( 58e Kasius) – Parrott ( 73e Meerdink) | Équipes | Pasveer – Hato, Baas, Rugani, Rensch – Taylor, Henderson ( 67e Hlynsson), Fitz-Jim ( 78e Berghuis) – Godts ( 84e Rasmussen), Brobbey ( 67e Weghorst), Traoré ( 78e Akpom) | AFAS Stadion, Alkmaar | AFAS Stadion, Alkmaar |

### Ligue Europa
L'Ajax entre dans la compétition au deuxième tour de qualification, grâce à sa 5e place du championnat néerlandais la saison précédente. Au sein de la voie principale, le club est tête de série, en raison de son coefficient UEFA, le plus élevé de tous les participants aux qualifications de la C3 (tous tours confondus).
La rencontre retour du troisième tour de qualification, face au Panathinaïkós, constitue le record de la plus longue séance de tirs au but jamais disputée dans l'histoire des compétitions européennes, avec 34 tentatives et une durée de 25 minutes, pour un score final de 13 à 12 en faveur de l'Ajax. Les onze joueurs de chaque équipe ont dû tirer, et Brian Brobbey a été le seul à manquer ses deux tirs.

#### Phase de qualification
| 2e tour de qualification Match aller | Ajax Amsterdam | 1 – 0   | FK Vojvodina Novi Sad |                               |                               |
| Jeudi 25 juillet 2024                | ( Godts) Van den Boomen 86e | (0 – 0) | | Johan Cruyff Arena, Amsterdam | Johan Cruyff Arena, Amsterdam |
| Jeudi 25 juillet 2024                | Hato 47e · Akpom 50e · Taylor 54e | Rapport | 21e Crnomarković · 46e Petrović · | Johan Cruyff Arena, Amsterdam | Johan Cruyff Arena, Amsterdam |
| Jeudi 25 juillet 2024                | Pasveer – Hato, Baas, Šutalo, Rensch – Taylor ( 74e Van den Boomen), Henderson, Fitz-Jim ( 62e Berghuis) – Forbs ( 84e Banel), Akpom ( 74e Rijkhoff), Rasmussen ( 62e Godts) | Équipes | Carević – Barros, Crnomarković ( 79e Korac), Shichenje, Butean – Savićević ( 82e Đorđević), Petrović, Ivanović ( 71e Vukanović) – Zady Sery, Poletanović, Yusuf ( 79e U. Nikolić) | Johan Cruyff Arena, Amsterdam | Johan Cruyff Arena, Amsterdam |

| 2e tour de qualification Match retour | FK Vojvodina Novi Sad | 1 – 3   | Ajax Amsterdam |                               |                               |
| Jeudi 1er août 2024                   | Šutalo 59e (csc) | (0 – 0) | 53e Šutalo · 85e Hato (Traoré ) · 90+2e Traoré (Godts ) | Johan Cruyff Arena, Amsterdam | Johan Cruyff Arena, Amsterdam |
| Jeudi 1er août 2024                   | Vukanović 37e | Raport  | 30e Taylor · | Johan Cruyff Arena, Amsterdam | Johan Cruyff Arena, Amsterdam |
| Jeudi 1er août 2024                   | Carević – Barros, Crnomarković, Shichenje, Butean ( 56e L. Nikolić) – Poletanović ( 76e Savićević), U. Nikolić ( 56e Radulović), Petrović – Zady Sery, Vukanović ( 43e Ivanović), Yusuf ( 76e Veličković) | Équipes | Pasveer – Hato, Baas, Šutalo, Rensch – Taylor ( 46e Van den Boomen), Henderson, Fitz-Jim ( 71e Hlynsson) – Forbs ( 59e Godts), Akpom ( 80e Traoré), Rasmussen ( 59e Berghuis) | Johan Cruyff Arena, Amsterdam | Johan Cruyff Arena, Amsterdam |

| 3e tour de qualification Match aller | Panathinaïkós | 0 – 1   | Ajax Amsterdam |                                    |                                    |
| Jeudi 8 août 2024                    | | (0 – 1) | 28e Berghuis (Fitz-Jim ) | Stade olympique d'Athènes, Athènes | Stade olympique d'Athènes, Athènes |
| Jeudi 8 août 2024                    | Ingason 45+2e · Mancini 45+2e · Ioannídis 75e · Arão 80e · Đuričić 84e | Rapport | 59e Šutalo · | Stade olympique d'Athènes, Athènes | Stade olympique d'Athènes, Athènes |
| Jeudi 8 août 2024                    | Drągowski – Mladenović, Jedvaj, Ingason, Kotsiras ( 63e Baldock) – Đuričić ( 87e Limniós), Arão, Bakasétas, Čerin ( 76e Maksimović), Mancini ( 64e Tetê) – Jeremejeff ( 63e Ioannídis) | Équipes | Pasveer – Hato, Baas, Šutalo, Rensch – Taylor ( 82e Brobbey), Henderson, Fitz-Jim ( 67e Van den Boomen) – Forbs ( 57e Godts), Akpom ( 67e Traoré), Berghuis ( 57e Gaaei) | Stade olympique d'Athènes, Athènes | Stade olympique d'Athènes, Athènes |

| 3e tour de qualification Match retour | Ajax Amsterdam | 0 – 1 a.p. 13 – 12 t. a. b. | Panathinaïkós |                               |                               |
| Jeudi 15 août 2024                    | | (0 – 0, 0 – 1, 0 – 1)       | 89e Tetê | Johan Cruyff Arena, Amsterdam | Johan Cruyff Arena, Amsterdam |
| Jeudi 15 août 2024                    | Akpom 53e · Henderson 105e | Rapport                     | 6e Bakasétas · 75e Ioannídis · 79e Mladenović · 90+4e Jeremejeff · 105e Tetê · 105e Mancini · 105e Jedvaj ·                                                                                            | Johan Cruyff Arena, Amsterdam | Johan Cruyff Arena, Amsterdam |
| Jeudi 15 août 2024                    | Bergwijn · Van den Boomen · Godts · Taylor · Brobbey · Henderson · Traoré · Baas · Gaaei · Šutalo · Pasveer · Bergwijn · Van den Boomen · Godts · Taylor · Brobbey · Gaaei                | Tirs au but 13 – 12         | Mancini · Jeremejeff · Tetê · Jedvaj · Mladenović · Vilhena · Maksimović · Ingason · Vagiannidis · Zeca · Drągowski · Mancini · Jeremejeff · Tetê · Jedvaj · Mladenović · Vilhena ·                    | Johan Cruyff Arena, Amsterdam | Johan Cruyff Arena, Amsterdam |
| Jeudi 15 août 2024                    | Pasveer – Hato ( 99e Brobbey), Baas, Šutalo, Rensch ( 110e Bergwijn) – Taylor, Henderson, Fitz-Jim ( 71e Van den Boomen) – Forbs ( 61e Godts), Akpom ( 61e Traoré), Berghuis ( 71e Gaaei) | Équipes                     | Drągowski – Mladenović, Jedvaj, Ingason, Kotsiras ( 68e Vagiannidis) – Đuričić ( 68e Tetê), Arão ( 82e Maksimović), Bakasétas ( 97e Zeca), Čerin ( 82e Vilhena), Mancini – Ioannídis ( 75e Jeremejeff) | Johan Cruyff Arena, Amsterdam | Johan Cruyff Arena, Amsterdam |

| Barrages de qualification Match aller | Jagiellonia Białystok | 1 – 4   | Ajax Amsterdam |                                         |                                         |
| Jeudi 22 août 2024                    | Diéguez 5e | (1 – 2) | 10e Akpom (Berghuis ) · 28e Godts (Rensch ) · 61e Akpom · 69e (pen.) Akpom                                                                                               | Stade municipal de Białystok, Białystok | Stade municipal de Białystok, Białystok |
| Jeudi 22 août 2024                    | Diéguez 69e | Rapport | 48e Taylor · 55e Hato · | Stade municipal de Białystok, Białystok | Stade municipal de Białystok, Białystok |
| Jeudi 22 août 2024                    | Abramowicz – Moutinho ( 46e Nguiamba), Diéguez ( 70e Haliti), Skrzypczak, Sáček – Churlinov, Correia ( 70e Romanczuk), Kubicki, Villar ( 70e Hansen) – Imaz, Diaby-Fadiga ( 62e Pululu) | Équipes | Pasveer – Hato ( 73e Gaaei), Baas, Šutalo, Rensch – Taylor ( 64e Van den Boomen), Henderson, Berghuis – Godts ( 84e Bergwijn), Akpom ( 72e Brobbey), Forbs ( 64e Traoré) | Stade municipal de Białystok, Białystok | Stade municipal de Białystok, Białystok |

| Barrages de qualification Match retour | Ajax Amsterdam | 3 – 0   | Jagiellonia Białystok |                               |                               |
| Jeudi 29 août 2024                     | ( Bergwijn) Fitz-Jim 43e · ( Henderson) Taylor 64e · ( Taylor) Brobbey 71e                                                                                                | (1 – 0) | | Johan Cruyff Arena, Amsterdam | Johan Cruyff Arena, Amsterdam |
| Jeudi 29 août 2024                     | Henderson 32e | Rapport | 30e Romanczuk · | Johan Cruyff Arena, Amsterdam | Johan Cruyff Arena, Amsterdam |
| Jeudi 29 août 2024                     | Pasveer – Hato, Baas, Šutalo, Rensch ( 74e Gaaei) – Taylor ( 81e Rugani), Henderson ( 67e Van den Boomen), Fitz-Jim ( 74e Mokio) – Bergwijn, Brobbey ( 81e Akpom), Traoré | Équipes | Stryjek – Moutinho ( 87e Nguiamba), Skrzypczak, Stojinović, Sáček – Hansen ( 67e Villar), Correia ( 59e Kubicki), Romanczuk, Churlinov ( 67e Pietuszewski) – Pululu, Imaz ( 59e Diaby-Fadiga) | Johan Cruyff Arena, Amsterdam | Johan Cruyff Arena, Amsterdam |

#### Phase de championnat
Le tirage au sort a lieu le 30 août 2024. Les trente-six équipes participantes sont réparties dans quatre chapeaux de neuf équipes sur la base de leur coefficient UEFA en 2024. Chaque équipe affronte sur un seul match deux équipes de chaque chapeau (y compris son propre chapeau), soit au total huit adversaires différents (quatre matches à domicile et quatre matches à l'extérieur).

##### Rencontres de la phase de championnat
| 1re journée       | Ajax Amsterdam | 4 – 0   | Beşiktaş JK |                               |                               |
| 26 septembre 2024 | Fitz-Jim 31e · ( Traoré) Godts 51e · ( Brobbey) Taylor 55e · Godts 73e | (1 – 0) | | Johan Cruyff Arena, Amsterdam | Johan Cruyff Arena, Amsterdam |
| 26 septembre 2024 | Fitz-Jim 21e · Hato 47e | Rapport | 45+1e Hekimoğlu · 51e Onana · | Johan Cruyff Arena, Amsterdam | Johan Cruyff Arena, Amsterdam |
| 26 septembre 2024 | Pasveer – Hato, Baas, Šutalo, Rensch – Taylor ( 66e Van den Boomen), Henderson, Fitz-Jim ( 66e Hlynsson) – Godts ( 81e Akpom), Brobbey ( 70e Weghorst), Traoré ( 70e Rasmussen) | Équipes | Günok – Masuaku, Uduokhai, Gabriel, Svensson – Silva ( 64e Kılıçsoy), Al-Musrati ( 81e Uçan), Fernandes, Onana ( 64e Ndour), Rashica ( 84e Keleş) – Hekimoğlu ( 46e Immobile) | Johan Cruyff Arena, Amsterdam | Johan Cruyff Arena, Amsterdam |

| 2e journée     | SK Slavia Prague | 1 – 1   | Ajax Amsterdam |                                            |                                            |
| 3 octobre 2024 | ( Jurásek) Chorý 67e | (0 – 1) | 18e (pen.) Van den Boomen | Fortuna Arena, Prague Spectateurs : 19 296 | Fortuna Arena, Prague Spectateurs : 19 296 |
| 3 octobre 2024 | Holeš 9e · Prebsl 27e · Douděra 66e | Rapport | 35e Hato · 47e, 75e Baas · 69e Taylor · 78e Van den Boomen · 90e Wijndal · 90+1e Gaaei ·                                                                                    | Fortuna Arena, Prague Spectateurs : 19 296 | Fortuna Arena, Prague Spectateurs : 19 296 |
| 3 octobre 2024 | Kinský – Zmrzlý, Zima, Holeš – Wallem ( 61e Diouf), Dorley, Prebsl ( 74e Zafíris), Douděra – Lingr ( 61e Provod), Chytil ( 61e Chorý), Michez ( 61e Jurásek) | Équipes | Pasveer – Hato, Baas, Šutalo, Rensch – Taylor ( 78e Rugani), Hlynsson ( 42e Tahirović), Van den Boomen – Godts ( 56e Gaaei), Brobbey ( 56e Akpom), Rasmussen ( 56e Wijndal) | Fortuna Arena, Prague Spectateurs : 19 296 | Fortuna Arena, Prague Spectateurs : 19 296 |

| 3e journée            | Qarabağ FK | 0 – 3   | Ajax Amsterdam |                             |                             |
| 24 octobre 2024 18h45 | | (0 – 1) | 36e Taylor · 74e (pen.) Weghorst · 77e Akpom (Godts ) | Stade Tofiq-Béhramov, Bakou | Stade Tofiq-Béhramov, Bakou |
| 24 octobre 2024 18h45 | Romão 15e · Jafarguliyev 15e, 79e · A. Guseynov 22e · Benzia 45+4e · Medina 73e · Gurbanov 75e · Janković 81e                                                                                      | Rapport | 20e Taylor · 45+1e Fitz-Jim · | Stade Tofiq-Béhramov, Bakou | Stade Tofiq-Béhramov, Bakou |
| 24 octobre 2024 18h45 | Kochalski – Jafarguliyev, Medina, B. Guseynov, A. Guseynov – Zoubir ( 84e Mustafazade), Janković ( 84e Isayev), Benzia ( 81e P. Andrade), Romão, L. Andrade ( 75e Bayramov) – Juninho ( 81e Addai) | Équipes | Pasveer – Hato, Šutalo, Rugani ( 59e Kaplan), Rensch – Taylor ( 59e Akpom), Henderson, Fitz-Jim ( 59e Van den Boomen) – Godts, Weghorst ( 87e Mokio), Rasmussen ( 78e Gaaei) | Stade Tofiq-Béhramov, Bakou | Stade Tofiq-Béhramov, Bakou |

| 4e journée      | Ajax Amsterdam | 5 – 0   | Maccabi Tel-Aviv FC |                               |                               |
| 7 novembre 2024 | ( Brobbey) Traoré 14e · ( Brobbey) Taylor 27e · Godts 39e · ( Taylor) Brobbey 61e · ( Berghuis) Fitz-Jim 69e                                                                  | (3 – 0) | | Johan Cruyff Arena, Amsterdam | Johan Cruyff Arena, Amsterdam |
| 7 novembre 2024 | Taylor 43e · Wijndal 82e · Henderson 90e | Rapport | 26e Kanichowsky · 86e Addo · 90+1e Patati · | Johan Cruyff Arena, Amsterdam | Johan Cruyff Arena, Amsterdam |
| 7 novembre 2024 | Pasveer – Hato ( 46e Wijndal), Baas, Rugani, Gaaei – Taylor ( 66e Berghuis), Van den Boomen, Fitz-Jim ( 73e Henderson) – Godts ( 66e Akpom), Brobbey, Traoré ( 73e Rasmussen) | Équipes | Mishpati – Jehezkel ( 72e Davidzada), Shlomo, Stojić, Asante – Kanichowsky ( 72e Van Overeem), Sissokho, Peretz – Madmon ( 72e Addo), Turgeman ( 82e Zahavi), Shahar ( 72e Patati) | Johan Cruyff Arena, Amsterdam | Johan Cruyff Arena, Amsterdam |

| 5e journée             | Real Sociedad | 2 – 0   | Ajax Amsterdam |                                 |                                 |
| 28 novembre 2024 21h00 | ( Kubo) Méndez 21e · Barrenetxea 67e | (0 –0)  | | Stade d'Anoeta, Saint-Sébastien | Stade d'Anoeta, Saint-Sébastien |
| 28 novembre 2024 21h00 | Méndez 21e · Aramburu 90e · Muñoz 90+2e | Rapport | 81e Wijndal · 89e Van den Boomen · | Stade d'Anoeta, Saint-Sébastien | Stade d'Anoeta, Saint-Sébastien |
| 28 novembre 2024 21h00 | Remiro – Muñoz, Aguerd, Zubeldia, Elustondo ( 45+4e Aramburu) – Méndez, Zubimendi, Kubo ( 87e Gómez) – Becker ( 65e Barrenetxea), Sučić, Oyarzabal ( 87e Umar) | Équipes | Pasveer – Hato ( 74e Wijndal), Baas, Šutalo, Rensch – Fitz-Jim ( 74e Hlynsson), Henderson, Berghuis ( 65e Van den Boomen) – Akpom, Brobbey ( 34e Rasmussen), Traoré ( 65e Banel) | Stade d'Anoeta, Saint-Sébastien | Stade d'Anoeta, Saint-Sébastien |

| 6e journée       | Ajax Amsterdam | 1 – 3   | SS Lazio Rome |                               |                               |
| 12 décembre 2024 | Traoré 47e | (0 – 1) | 20e Tchaouna (Pedro ) · 52e Dele-Bashiru (Zaccagni ) · 77e Pedro (Tchaouna ) | Johan Cruyff Arena, Amsterdam | Johan Cruyff Arena, Amsterdam |
| 12 décembre 2024 | Hato 38e · Brobbey 45+1e · Weghorst 82e | Rapport | 45+2e Rovella · 46e Pellegrini · 82e Gigot · | Johan Cruyff Arena, Amsterdam | Johan Cruyff Arena, Amsterdam |
| 12 décembre 2024 | Pasveer – Hato, Baas, Šutalo, Rensch ( 78e Gaaei) – Taylor ( 78e Rasmussen), Henderson, Berghuis ( 72e Akpom) – Godts ( 57e Fitz-Jim), Brobbey ( 72e Weghorst), Traoré | Équipes | Mandás – Pellegrini ( 69e Tavares), Gigot, Patric ( 72e Gila), Lazzari ( 46e Marušić) – Pedro ( 87e Guendouzi), Dele-Bashiru, Dia ( 46e Zaccagni), Rovella, Tchaouna – Castellanos | Johan Cruyff Arena, Amsterdam | Johan Cruyff Arena, Amsterdam |

| 7e journée            | FK Riga FS | 1 – 0   | Ajax Amsterdam |                     |                     |
| 23 janvier 2025 21h00 | Marhiev 78e | (0 – 0) | | Stade Daugava, Riga | Stade Daugava, Riga |
| 23 janvier 2025 21h00 | Marhiev 37e · Savaļnieks 56e · Panić 67e                                                                              | Rapport | 83e Van den Boomen · | Stade Daugava, Riga | Stade Daugava, Riga |
| 23 janvier 2025 21h00 | Ondoa – Lipušček, Prenga, Njie – Odisharia, Panić, Marhiev, Savaļnieks – Zelenkovs, Kouadio ( 60e Lemajić), Ikaunieks | Équipes | Pasveer – Baas, Rugani, Šutalo, Gaaei ( 60e Weghorst) – Taylor ( 81e Van den Boomen), Henderson, Fitz-Jim – Godts ( 73e Akpom), Brobbey ( 60e Berghuis), Traoré ( 81e Rasmussen) | Stade Daugava, Riga | Stade Daugava, Riga |

| 8e journée            | Ajax Amsterdam | 2 – 1   | Galatasaray SK |                                                 |                                                 |
| 30 janvier 2025 21h00 | Traoré 23e · ( Traoré) Fitz-Jim 58e | (1 – 0) | 90+4e Osimhen | Johan Cruyff Arena, Amsterdam Arbitrage : 54100 | Johan Cruyff Arena, Amsterdam Arbitrage : 54100 |
| 30 janvier 2025 21h00 | Traoré 72e | Rapport | 38e Osimhen · | Johan Cruyff Arena, Amsterdam Arbitrage : 54100 | Johan Cruyff Arena, Amsterdam Arbitrage : 54100 |
| 30 janvier 2025 21h00 | Pasveer – Hato, Baas, Šutalo, Gaaei – Taylor, Henderson ( 77e Rugani), Fitz-Jim ( 77e Mokio) – Godts ( 12e Akpom), Brobbey ( 73e Weghorst), Traoré ( 73e Berghuis) | Équipes | Muslera – Ayhan, Sánchez ( 89e Nelsson), Bardakcı, Sara – Kutlu ( 61e Batshuayi), Mertens ( 69e Demir), Torreira – Yılmaz ( 89e Akman), Osimhen, Akgün ( 61e Jelert) | Johan Cruyff Arena, Amsterdam Arbitrage : 54100 | Johan Cruyff Arena, Amsterdam Arbitrage : 54100 |

##### Classement de la phase de championnat
Évolution du classement de l'Ajax Amsterdam en fonction des résultats
| Journée     | 1  | 2  | 3  | 4  | 5  | 6  | 7  | 8  | Journées huitièmes | Journées barrages |
| ----------- | -- | -- | -- | -- | -- | -- | -- | -- | ------------------ | ----------------- |
| Rang        | 1  | 6  | 4  | 2  | 6  | 11 | 16 | 12 | 5                  | 3                 |
| Résultat    | V  | N  | V  | V  | D  | D  | D  | V  | —                  | —                 |
| Écart (pts) | +0 | +0 | +0 | +3 | +0 | -1 | -4 | -1 | —                  | —                 |
| Écart (pts) | +3 | +3 | +4 | +6 | +5 | +3 | +2 | +4 | —                  | —                 |

#### Phase finale
Le tirage au sort des barrages a lieu le 31 janvier 2025 au siège de l'UEFA, à Nyon. Les équipes classées aux places 9 à 24 de la phase de ligue sont réparties en chapeau, deux par deux. De par son classement, l'Ajax Amsterdam est en binôme avec le Steaua Bucarest et est assuré d'affronter soit le PAOK Salonique, soit l'Union Saint-Gilloise. Ces équipes sont apairées en huitièmes de finale avec l'Eintracht Francfort et l'Olympique lyonnais.
| Barrages Match aller  | Royale Union SG | 0 – 2   | Ajax Amsterdam |                               |                               |
| 13 février 2025 18h45 | | (0 – 0) | 59e Rasmussen (Edvardsen ) · 71e Mokio | Stade Roi Baudouin, Bruxelles | Stade Roi Baudouin, Bruxelles |
| 13 février 2025 18h45 | Mac Allister 79e | Rapport | 62e Mokio · | Stade Roi Baudouin, Bruxelles | Stade Roi Baudouin, Bruxelles |
| 13 février 2025 18h45 | Moris – Leysen, Burgess, Mac Allister, Khalaili – Sadiki, Vanhoutte ( 85e Rasmussen), Ait El Hadj ( 62e Fuseini) – Niang, David ( 62e Rodriguez), Ivanović | Équipes | Pasveer – Hato, Baas, Rugani ( 46e Šutalo), Rosa ( 71e Gaaei) – Fitz-Jim ( 71e Taylor), Mokio, Klaassen – Akpom, Edvardsen, Rasmussen ( 83e Godts), Berghuis ( 83e Traoré) | Stade Roi Baudouin, Bruxelles | Stade Roi Baudouin, Bruxelles |

| Barrages Match retour | Ajax Amsterdam | 1 – 2 a.p.            | Royale Union SG |                                                    |                                                    |
| 20 février 2025 21h00 | Taylor 93e (pen.) | (0 – 2, 0 – 2, 1 – 2) | 16e Mac Allister (Boufal ) · 28e (pen.) David | Johan Cruyff Arena, Amsterdam Spectateurs : 51 835 | Johan Cruyff Arena, Amsterdam Spectateurs : 51 835 |
| 20 février 2025 21h00 | Klaassen 25e · Rosa 33e · Gaaei 60e · Henderson 60e · Kaplan 71e · Taylor 100e · Hato 120+5e                                                                                           | Rapport               | 60e Boufal · 73e Sadiki · 93e Khalaili · 99e Mac Allister · 105e Burgess · 120+5e Van De Perre · | Johan Cruyff Arena, Amsterdam Spectateurs : 51 835 | Johan Cruyff Arena, Amsterdam Spectateurs : 51 835 |
| 20 février 2025 21h00 | Pasveer – Hato, Rugani ( 46e Kaplan), Šutalo, Rosa ( 61e Godts) – Fitz-Jim, Klaassen, Mokio ( 91e Henderson) – Edvardsen ( 46e Traoré), Berghuis ( 46e Gaaei), Rasmussen ( 41e Taylor) | Équipes               | Moris – Koki Machida, Burgess ( 106e Sykes), Mac Allister, Khalaili ( 94e Fuseini) – Rasmussen ( 94e Van De Perre), Boufal ( 61e Ait El Hadj), Sadiki ( 106e Leysen) – Niang, David ( 73e Rodriguez), Ivanović | Johan Cruyff Arena, Amsterdam Spectateurs : 51 835 | Johan Cruyff Arena, Amsterdam Spectateurs : 51 835 |

| Huitième de finale Match aller | Ajax Amsterdam | 1 – 2   | Eintracht Francfort |                                                    |                                                    |
| 6 mars 2025 21h00              | ( Henderson) Brobbey 10e | (1 – 1) | 27e Larsson · 70e Skhiri (Knauff ) | Johan Cruyff Arena, Amsterdam Spectateurs : 52 641 | Johan Cruyff Arena, Amsterdam Spectateurs : 52 641 |
| 6 mars 2025 21h00              | Traoré 68e · Henderson 90e | Rapport | 34e Skhiri · 38e Collins · | Johan Cruyff Arena, Amsterdam Spectateurs : 52 641 | Johan Cruyff Arena, Amsterdam Spectateurs : 52 641 |
| 6 mars 2025 21h00              | Pasveer ( 24e Gorter ) – Hato, Baas, Šutalo, Gaaei – Taylor, Henderson, Mokio ( 71e Fitz-Jim) – Godts ( 64e Edvardsen), Brobbey ( 64e Berghuis), Traoré ( 71e Konadu) | Équipes | Trapp – Theate, Tuta, Collins, Kristensen – Götze ( 90e Uzun), Skhiri, Larsson, Knauff ( 82e Chaïbi) – Bahoya ( 73e Brown), Ekitike ( 82e Wahi) | Johan Cruyff Arena, Amsterdam Spectateurs : 52 641 | Johan Cruyff Arena, Amsterdam Spectateurs : 52 641 |

| Huitième de finale Match retour | Eintracht Francfort | 4 – 1   | Ajax Amsterdam |                                                                |                                                                |
| 13 mars 2025 18h45              | ( Etikité) Bahoya 7e · ( Roch) Götze 25e · ( Bahoya) Etikité 67e · ( Knauff) Götze 82e                                                                           | (2 – 0) | 78e Taylor (Godts ) | Deutsche Bank Park, Francfort-sur-le-Main Spectateurs : 57 500 | Deutsche Bank Park, Francfort-sur-le-Main Spectateurs : 57 500 |
| 13 mars 2025 18h45              | Rapport |         | | Deutsche Bank Park, Francfort-sur-le-Main Spectateurs : 57 500 | Deutsche Bank Park, Francfort-sur-le-Main Spectateurs : 57 500 |
| 13 mars 2025 18h45              | Santos – Brown, Koch, Tuta, Kristensen ( 85e Amenda) – Bahoya ( 72e Uzun), Larsson, Götze ( 85e Chaïbi), Skhiri ( 76e Dahoud), Knauff – Ekitike ( 76e Batshuayi) | Équipes | Matheus – Janse ( 78e Hato), Kaplan, Rugani, Rosa ( 69e Gaaei) – Van den Boomen, Mokio ( 63e Taylor), Klaassen – Edvardsen, Konadu ( 63e Traoré), Berghuis ( 63e Godts) | Deutsche Bank Park, Francfort-sur-le-Main Spectateurs : 57 500 | Deutsche Bank Park, Francfort-sur-le-Main Spectateurs : 57 500 |

## Statistiques

### Bilan de l'équipe
| Compétition  | Débute                   | Termine             | Matches joués | Gagnés | Nuls | Perdus | Buts pour | Buts contre | Différence |
| ------------ | ------------------------ | ------------------- | ------------- | ------ | ---- | ------ | --------- | ----------- | ---------- |
| Eredivisie   | -                        | Deuxième            | 34            | 24     | 6    | 4      | 67        | 32          | +35        |
| Ligue Europa | 2e tour de qualification | Huitièmes de finale | 18            | 10     | 1    | 7      | 33        | 19          | +14        |
| KNVB Beker   | Deuxième tour            | Huitièmes de finale | 2             | 1      | 0    | 1      | 2         | 2           | +0         |
| Total        | Total                    | Total               | 54            | 35     | 7    | 12     | 102       | 53          | +49        |

### Résumé des matchs officiels de la saison
| Compétition | J./Tour    | Date              | Domicile              | Rés.             | Extérieur             | Cl. | Buteur(s) pour l'Ajax Amsterdam                                        |
| ----------- | ---------- | ----------------- | --------------------- | ---------------- | --------------------- | --- | ---------------------------------------------------------------------- |
| C3          | T2 Q. A    | 25 juillet 2024   | Ajax Amsterdam        | 1-0              | FKV Novi Sad          | -   | Van den Boomen (86e)                                                   |
| C3          | T2 Q. R    | 1er août 2024     | FKV Novi Sad          | 1-3              | Ajax Amsterdam        | -   | Šutalo (53e), Hato (85e), Traoré (90e+2)                               |
| C3          | T3 Q. A    | 8 août 2024       | Panathinaïkós         | 0-1              | Ajax Amsterdam        | -   | Berghuis (28e)                                                         |
| Eredivisie  | 1          | 11 août 2024      | Ajax Amsterdam        | 1-0              | SC Heerenveen         | 5e  | Hlynsson (45e)                                                         |
| C3          | T3 Q. R    | 15 août 2024      | Ajax Amsterdam        | 0-1ap (13-12tab) | Panathinaïkós         | -   | -                                                                      |
| Eredivisie  | 2          | 18 août 2024      | NAC Breda             | 2-1              | Ajax Amsterdam        | 9e  | Hato (63e)                                                             |
| C3          | Barr. Q. A | 22 août 2024      | Jagiellonia Białystok | 1-4              | Ajax Amsterdam        | -   | Akpom (10e, 61e, 69e sp), Godts (28e)                                  |
| C3          | Barr. Q. R | 29 août 2024      | Ajax Amsterdam        | 3-0              | Jagiellonia Białystok | -   | Fitz-Jim (43e), Taylor (64e), Brobbey (71e)                            |
| Eredivisie  | 3          | 18 septembre 2024 | Ajax Amsterdam        | 5-0              | Fortuna Sittard       | 7e  | Taylor (9e), Traoré (24e), Baas (58e), Rensch (71e), Akpom (87e)       |
| Eredivisie  | 6          | 21 septembre 2024 | Go Ahead Eagles       | 1-1              | Ajax Amsterdam        | 9e  | Klaassen (69e)                                                         |
| C3          | 1          | 26 septembre 2024 | Ajax Amsterdam        | 4-0              | Beşiktaş              | 1er | Fitz-Jim (31e), Godts (51e, 73e), Taylor (55e)                         |
| Eredivisie  | 7          | 29 septembre 2024 | RKC Waalwijk          | 0-2              | Ajax Amsterdam        | 5e  | Traoré (76e), Godts (90e+4)                                            |
| C3          | 2          | 3 octobre 2024    | Slavia Prague         | 1-1              | Ajax Amsterdam        | 6e  | Van den Boomen (18e sp)                                                |
| Eredivisie  | 8          | 6 octobre 2024    | Ajax Amsterdam        | 3-1              | FC Groningue          | 5e  | Klaassen (21e), Weghorst (90e+1), Akpom (90e+3)                        |
| Eredivisie  | 9          | 20 octobre 2024   | Heracles Almelo       | 3-4              | Ajax Amsterdam        | 3e  | Klaassen (25e), Traoré (34e), Weghorst (63e, 82e sp)                   |
| C3          | 3          | 24 octobre 2024   | Qarabağ               | 0-3              | Ajax Amsterdam        | 4e  | Taylor (36e), Weghorst (74e sp), Akpom (77e)                           |
| Eredivisie  | 10         | 27 octobre 2024   | Ajax Amsterdam        | 1-0              | Willem II Tilburg     | 3e  | Klaassen (6e sp)                                                       |
| Eredivisie  | 4          | 30 octobre 2024   | Feyenoord Rotterdam   | 0-2              | Ajax Amsterdam        | 2e  | Taylor (6e), Hato (25e)                                                |
| Eredivisie  | 11         | 2 novembre 2024   | Ajax Amsterdam        | 3-2              | PSV Eindhoven         | 2e  | Klaassen (43e), Fitz-Jim (66e), Godts (74e)                            |
| C3          | 4          | 7 novembre 2024   | Ajax Amsterdam        | 5-0              | Maccabi Tel-Aviv      | 2e  | Traoré (14e), Taylor (27e), Godts (39e), Brobbey (61e), Fitz-Jim (69e) |
| Eredivisie  | 12         | 10 novembre 2024  | FC Twente             | 2-2              | Ajax Amsterdam        | 3e  | Klaassen (59e), Traoré (67e)                                           |
| Eredivisie  | 13         | 24 novembre 2024  | Ajax Amsterdam        | 2-0              | PEC Zwolle            | 3e  | Brobbey (27e), Šutalo (63e)                                            |
| C3          | 5          | 28 novembre 2024  | Real Sociedad         | 2-0              | Ajax Amsterdam        | 6e  | -                                                                      |
| Eredivisie  | 14         | 1er décembre 2024 | NEC Nimègue           | 1-2              | Ajax Amsterdam        | 2e  | Weghorst (15e, 48e)                                                    |
| Eredivisie  | 5          | 4 décembre 2024   | Ajax Amsterdam        | 2-2              | FC Utrecht            | 2e  | Gaaei (25e), Toornstra (29e csc)                                       |
| Eredivisie  | 15         | 8 décembre 2024   | AZ Alkmaar            | 2-1              | Ajax Amsterdam        | 3e  | Godts (81e)                                                            |
| C3          | 6          | 12 décembre 2024  | Ajax Amsterdam        | 1-3              | Lazio Rome            | 11e | Traoré (47e)                                                           |
| Eredivisie  | 16         | 15 décembre 2024  | Ajax Amsterdam        | 3-0              | Almere City FC        | 2e  | Weghorst (12e), Taylor (40e), Fitz-Jim (55e)                           |
| KNVB Cup    | T2         | 19 décembre 2024  | Ajax Amsterdam        | 2-0              | SC Telstar            | -   | Rugani (64e), Akpom (86e)                                              |
| Eredivisie  | 17         | 22 décembre 2024  | Sparta Rotterdam      | 0-2              | Ajax Amsterdam        | 2e  | Taylor (77e sp), Traoré (87e)                                          |
| Eredivisie  | 18         | 11 janvier 2025   | Ajax Amsterdam        | 2-1              | RKC Waalwijk          | 2e  | Berghuis (4e sp), Taylor (41e)                                         |
| KNVB Cup    | 1/8        | 14 janvier 2025   | AZ Alkmaar            | 2-0              | Ajax Amsterdam        | -   | -                                                                      |
| Eredivisie  | 19         | 19 janvier 2025   | SC Heerenveen         | 0-2              | Ajax Amsterdam        | 2e  | Šutalo (20e), Akpom (82e)                                              |
| C3          | 7          | 23 janvier 2025   | Riga FS               | 1-0              | Ajax Amsterdam        | 16e | -                                                                      |
| C3          | 8          | 30 janvier 2025   | Ajax Amsterdam        | 2-1              | Galatasaray           | 12e | Traoré (23e), Fitz-Jim (58e)                                           |
| Eredivisie  | 21         | 2 février 2025    | Ajax Amsterdam        | 2-1              | Feyenoord Rotterdam   | 2e  | Brobbey (37e), Taylor (90e+4)                                          |
| Eredivisie  | 22         | 9 février 2025    | Fortuna Sittard       | 0-2              | Ajax Amsterdam        | 1er | Weghorst (68e), Rasmussen (90e+4)                                      |
| C3          | Barr. A    | 13 février 2025   | Royale Union SG       | 0-2              | Ajax Amsterdam        | -   | Rasmussen (59e), Mokio (71e)                                           |
| Eredivisie  | 23         | 16 février 2025   | Ajax Amsterdam        | 4-0              | Heracles Almelo       | 1er | Godts (17e), Brobbey (42e), Edvardsen (56e), Klaassen (66e)            |
| C3          | Barr. R    | 20 février 2025   | Ajax Amsterdam        | 1-2ap            | Royale Union SG       | -   | Taylor (93e sp)                                                        |
| Eredivisie  | 20         | 23 février 2025   | Ajax Amsterdam        | 2-0              | Go Ahead Eagles       | 1er | Brobbey (56e), Edvardsen (86e)                                         |
| Eredivisie  | 24         | 2 mars 2025       | Almere City FC        | 0-1              | Ajax Amsterdam        | 1er | Taylor (8e)                                                            |
| C3          | 1/8 A      | 6 mars 2025       | Ajax Amsterdam        | 1-2              | Eintracht Francfort   | -   | Brobbey (10e)                                                          |
| Eredivisie  | 25         | 9 mars 2025       | PEC Zwolle            | 0-1              | Ajax Amsterdam        | 1er | Taylor (61e sp)                                                        |
| C3          | 1/8 R      | 13 mars 2025      | Eintracht Francfort   | 4-1              | Ajax Amsterdam        | -   | Taylor (78e)                                                           |
| Eredivisie  | 26         | 16 mars 2025      | Ajax Amsterdam        | 2-2              | AZ Alkmaar            | 1er | Gaaei (58e), Edvardsen (85e)                                           |
| Eredivisie  | 27         | 30 mars 2025      | PSV Eindhoven         | 0-2              | Ajax Amsterdam        | 1er | Klaassen (35e), Traoré (67e)                                           |
| Eredivisie  | 28         | 6 avril 2025      | Ajax Amsterdam        | 3-1              | NAC Breda             | 1er | Taylor (32e sp), Berghuis (35e), Mokio (76e)                           |
| Eredivisie  | 29         | 13 avril 2025     | Willem II Tilburg     | 1-2              | Ajax Amsterdam        | 1er | Edvardsen (74e), Weghorst (78e)                                        |
| Eredivisie  | 31         | 20 avril 2025     | FC Utrecht            | 4-0              | Ajax Amsterdam        | 1er | -                                                                      |
| Eredivisie  | 30         | 27 avril 2025     | Ajax Amsterdam        | 1-1              | Sparta Rotterdam      | 1er | Regeer (90e+7)                                                         |
| Eredivisie  | 32         | 11 mai 2025       | Ajax Amsterdam        | 0-3              | NEC Nimègue           | 1er | -                                                                      |
| Eredivisie  | 33         | 14 mai 2025       | FC Groningue          | 2-2              | Ajax Amsterdam        | 2e  | Gaaei (27e), Weghorst (68e)                                            |
| Eredivisie  | 34         | 18 mai 2025       | Ajax Amsterdam        | 2-0              | FC Twente             | 2e  | Henderson (28e), Weghorst (90e)                                        |

### Statistiques individuelles
| N° | Nat | Nom            | Eredivisie | Eredivisie  | Eredivisie     | Eredivisie | Eredivisie   | Ligue Europa | Ligue Europa | Ligue Europa   | Ligue Europa | Ligue Europa | KNVB Beker | KNVB Beker  | KNVB Beker     | KNVB Beker | KNVB Beker   | Total   | Total       | Total          | Total  | Total        |
| N° | Nat | Nom            | MJ         | But inscrit | Passe décisive | Averti     | Carton rouge | MJ           | But inscrit  | Passe décisive | Averti       | Carton rouge | MJ         | But inscrit | Passe décisive | Averti     | Carton rouge | MJ      | But inscrit | Passe décisive | Averti | Carton rouge |
| -- | --- | -------------- | ---------- | ----------- | -------------- | ---------- | ------------ | ------------ | ------------ | -------------- | ------------ | ------------ | ---------- | ----------- | -------------- | ---------- | ------------ | ------- | ----------- | -------------- | ------ | ------------ |
| 2  |     | Rensch         | 14 (13)    | 1           | 0              | 2          | 0            | 11 (11)      | 0            | 1              | 0            | 0            | 1 (1)      | 0           | 0              | 0          | 0            | 26 (25) | 1           | 1              | 2      | 0            |
| 2  |     | Rosa           | 5 (3)      | 0           | 1              | 0          | 0            | 3 (3)        | 0            | 0              | 1            | 0            | 0 (0)      | 0           | 0              | 0          | 0            | 8 (6)   | 0           | 1              | 1      | 0            |
| 3  |     | Gaaei          | 25 (19)    | 3           | 4              | 5          | 1            | 14 (4)       | 0            | 0              | 2            | 0            | 1 (1)      | 0           | 1              | 0          | 0            | 40 (24) | 3           | 5              | 7      | 1            |
| 4  |     | Hato           | 30 (29)    | 2           | 6              | 5          | 0            | 17 (17)      | 1            | 0              | 7            | 0            | 2 (2)      | 0           | 0              | 0          | 0            | 49 (48) | 3           | 6              | 12     | 0            |
| 5  |     | Wijndal        | 10 (3)     | 0           | 0              | 2          | 0            | 3 (0)        | 0            | 0              | 2            | 0            | 0 (0)      | 0           | 0              | 0          | 0            | 13 (3)  | 0           | 0              | 4      | 0            |
| 6  |     | Henderson      | 28 (21)    | 1           | 4              | 6          | 0            | 15 (13)      | 0            | 2              | 5            | 0            | 2 (2)      | 0           | 0              | 0          | 0            | 45 (36) | 1           | 6              | 11     | 0            |
| 7  |     | Bergwijn       | 1 (0)      | 0           | 0              | 0          | 0            | 3 (0)        | 0            | 1              | 0            | 0            | 0 (0)      | 0           | 0              | 0          | 0            | 4 (0)   | 0           | 1              | 0      | 0            |
| 8  |     | Taylor         | 32 (28)    | 9           | 6              | 3          | 0            | 17 (14)      | 6            | 2              | 6            | 0            | 2 (1)      | 0           | 0              | 0          | 0            | 51 (43) | 15          | 8              | 9      | 0            |
| 9  |     | Brobbey        | 30 (24)    | 4           | 3              | 6          | 0            | 12 (9)       | 3            | 3              | 1            | 0            | 2 (2)      | 0           | 0              | 0          | 0            | 44 (35) | 7           | 6              | 7      | 0            |
| 10 |     | Akpom          | 16 (8)     | 3           | 1              | 0          | 0            | 14 (6)       | 4            | 0              | 1            | 0            | 2 (0)      | 1           | 0              | 0          | 0            | 32 (14) | 8           | 1              | 1      | 0            |
| 11 |     | Forbs          | 1 (0)      | 0           | 0              | 0          | 0            | 5 (5)        | 0            | 0              | 0            | 0            | 0 (0)      | 0           | 0              | 0          | 0            | 6 (5)   | 0           | 0              | 0      | 0            |
| 12 |     | Gorter         | 0 (0)      | 0           | 0              | 0          | 0            | 1 (0)        | 0            | 0              | 0            | 0            | 0 (0)      | 0           | 0              | 0          | 0            | 1 (0)   | 0           | 0              | 0      | 0            |
| 13 |     | Kaplan         | 8 (7)      | 0           | 0              | 2          | 0            | 3 (1)        | 0            | 0              | 1            | 0            | 1 (1)      | 0           | 0              | 0          | 0            | 12 (9)  | 0           | 0              | 3      | 0            |
| 15 |     | Baas           | 23 (23)    | 1           | 0              | 2          | 0            | 15 (15)      | 0            | 0              | 2            | 1            | 1 (1)      | 0           | 0              | 1          | 0            | 39 (39) | 1           | 0              | 5      | 1            |
| 16 |     | Mannsverk      | 2 (2)      | 0           | 0              | 1          | 0            | 0 (0)        | 0            | 0              | 0            | 0            | 0 (0)      | 0           | 0              | 0          | 0            | 2 (2)   | 0           | 0              | 1      | 0            |
| 16 |     | Matheus        | 9 (9)      | 0           | 1              | 0          | 0            | 1 (1)        | 0            | 0              | 0            | 0            | 0 (0)      | 0           | 0              | 0          | 0            | 10 (10) | 0           | 1              | 0      | 0            |
| 17 |     | Edvardsen      | 11 (1)     | 4           | 0              | 0          | 0            | 4 (3)        | 0            | 1              | 0            | 0            | 0 (0)      | 0           | 0              | 0          | 0            | 15 (4)  | 4           | 1              | 0      | 0            |
| 18 |     | Klaassen       | 31 (24)    | 8           | 2              | 0          | 0            | 3 (3)        | 0            | 0              | 0            | 1            | 1 (0)      | 0           | 0              | 0          | 0            | 35 (27) | 8           | 2              | 0      | 1            |
| 19 |     | Rijkhoff       | 0 (0)      | 0           | 0              | 0          | 0            | 1 (0)        | 0            | 0              | 0            | 0            | 0 (0)      | 0           | 0              | 0          | 0            | 1 (0)   | 0           | 0              | 0      | 0            |
| 20 |     | Traoré         | 32 (21)    | 6           | 5              | 1          | 0            | 14 (7)       | 4            | 3              | 2            | 0            | 2 (2)      | 0           | 0              | 1          | 0            | 48 (31) | 10          | 8              | 4      | 0            |
| 21 |     | Van den Boomen | 12 (5)     | 0           | 0              | 0          | 0            | 13 (3)       | 2            | 0              | 2            | 0            | 1 (0)      | 0           | 1              | 0          | 0            | 26 (8)  | 2           | 1              | 2      | 0            |
| 22 |     | Pasveer        | 24 (24)    | 0           | 1              | 0          | 0            | 17 (17)      | 0            | 0              | 0            | 0            | 2 (2)      | 0           | 0              | 0          | 0            | 43 (43) | 0           | 1              | 0      | 0            |
| 23 |     | Berghuis       | 25 (15)    | 2           | 5              | 0          | 0            | 14 (8)       | 1            | 2              | 0            | 0            | 2 (1)      | 0           | 0              | 0          | 0            | 41 (24) | 3           | 7              | 0      | 0            |
| 24 |     | Rugani         | 15 (7)     | 0           | 0              | 1          | 0            | 9 (6)        | 0            | 0              | 0            | 0            | 2 (2)      | 1           | 0              | 0          | 0            | 26 (15) | 1           | 0              | 1      | 0            |
| 25 |     | Weghorst       | 24 (8)     | 10          | 2              | 2          | 0            | 5 (1)        | 1            | 0              | 1            | 0            | 2 (0)      | 0           | 0              | 0          | 0            | 31 (9)  | 11          | 2              | 3      | 0            |
| 28 |     | Fitz-Jim       | 28 (12)    | 2           | 1              | 3          | 0            | 15 (13)      | 4            | 1              | 2            | 0            | 2 (2)      | 0           | 0              | 1          | 0            | 45 (27) | 6           | 2              | 6      | 0            |
| 29 |     | Rasmussen      | 10 (1)     | 1           | 0              | 1          | 0            | 11 (6)       | 1            | 0              | 0            | 0            | 1 (0)      | 0           | 0              | 0          | 0            | 22 (7)  | 2           | 0              | 1      | 0            |
| 31 |     | Mokio          | 11 (4)     | 1           | 0              | 1          | 0            | 7 (4)        | 1            | 0              | 0            | 0            | 0 (0)      | 0           | 0              | 0          | 0            | 18 (8)  | 2           | 0              | 1      | 0            |
| 33 |     | Tahirović      | 1 (1)      | 0           | 0              | 0          | 0            | 1 (0)        | 0            | 0              | 0            | 0            | 0 (0)      | 0           | 0              | 0          | 0            | 2 (1)   | 0           | 0              | 0      | 0            |
| 36 |     | Janse          | 5 (3)      | 0           | 0              | 0          | 0            | 1 (1)        | 0            | 0              | 0            | 0            | 0 (0)      | 0           | 0              | 0          | 0            | 6 (4)   | 0           | 0              | 0      | 0            |
| 37 |     | Šutalo         | 29 (28)    | 2           | 0              | 3          | 0            | 16 (15)      | 1            | 0              | 1            | 0            | 0 (0)      | 0           | 0              | 0          | 0            | 45 (43) | 3           | 0              | 4      | 0            |
| 38 |     | Hlynsson       | 4 (3)      | 1           | 0              | 0          | 0            | 4 (1)        | 0            | 0              | 0            | 0            | 1 (0)      | 0           | 0              | 0          | 0            | 9 (4)   | 1           | 0              | 0      | 0            |
| 39 |     | Godts          | 29 (20)    | 4           | 2              | 2          | 0            | 16 (9)       | 4            | 4              | 0            | 0            | 2 (2)      | 0           | 0              | 0          | 0            | 47 (31) | 8           | 6              | 2      | 0            |
| 40 |     | Ramaj          | 1 (1)      | 0           | 0              | 0          | 0            | 0 (0)        | 0            | 0              | 0            | 0            | 0 (0)      | 0           | 0              | 0          | 0            | 1 (1)   | 0           | 0              | 0      | 0            |
| 44 |     | Regeer         | 4 (1)      | 1           | 1              | 1          | 0            | 0 (0)        | 0            | 0              | 0            | 0            | 0 (0)      | 0           | 0              | 0          | 0            | 4 (1)   | 1           | 1              | 1      | 0            |
| 49 |     | Banel          | 1 (1)      | 0           | 0              | 0          | 0            | 2 (0)        | 0            | 0              | 0            | 0            | 0 (0)      | 0           | 0              | 0          | 0            | 3 (1)   | 0           | 0              | 0      | 0            |
| 59 |     | Konadu         | 3 (1)      | 0           | 1              | 0          | 0            | 2 (1)        | 0            | 0              | 0            | 0            | 0 (0)      | 0           | 0              | 0          | 0            | 5 (2)   | 0           | 1              | 0      | 0            |
| 63 |     | Steur          | 1 (0)      | 0           | 0              | 1          | 0            | 0 (0)        | 0            | 0              | 0            | 0            | 0 (0)      | 0           | 0              | 0          | 0            | 1 (0)   | 0           | 0              | 1      | 0            |
| 64 |     | Bounida        | 1 (0)      | 0           | 0              | 1          | 0            | 0 (0)        | 0            | 0              | 0            | 0            | 0 (0)      | 0           | 0              | 0          | 0            | 1 (0)   | 0           | 0              | 1      | 0            |

### Statistiques des buteurs
|       | Buteur                   | Eredivisie | Ligue Europa | KNVB Beker | Total | MJ |
| ----- | ------------------------ | ---------- | ------------ | ---------- | ----- | -- |
| TOTAL | TOTAL                    | 67         | 33           | 2          | 102   | 54 |
| 1     | Kenneth Taylor           | 9          | 6            | 0          | 15    | 51 |
| 2     | Wout Weghorst            | 10         | 1            | 0          | 11    | 31 |
| 3     | Bertrand Traoré          | 6          | 4            | 0          | 10    | 49 |
| 4     | Chuba Akpom              | 3          | 4            | 1          | 8     | 32 |
| 5     | Davy Klaassen            | 8          | 0            | 0          | 8     | 34 |
| 6     | Mika Godts               | 4          | 4            | 0          | 8     | 47 |
| 7     | Brian Brobbey            | 4          | 3            | 0          | 7     | 44 |
| 8     | Kian Fitz-Jim            | 2          | 4            | 0          | 6     | 45 |
| 9     | Oliver Valaker Edvardsen | 4          | 0            | 0          | 4     | 15 |
| 10    | Anton Gaaei              | 3          | 0            | 0          | 3     | 40 |
| 11    | Steven Berghuis          | 2          | 1            | 0          | 3     | 42 |
| 12    | Josip Šutalo             | 2          | 1            | 0          | 3     | 45 |
| 13    | Jorrel Hato              | 2          | 1            | 0          | 3     | 48 |
| 14    | Jorthy Mokio             | 1          | 1            | 0          | 2     | 18 |
| 15    | Christian Rasmussen      | 1          | 1            | 0          | 2     | 22 |
| 16    | Branco van den Boomen    | 0          | 2            | 0          | 2     | 26 |
| 17    | Youri Regeer             | 1          | 0            | 0          | 1     | 4  |
| 18    | Kristian Hlynsson        | 1          | 0            | 0          | 1     | 9  |
| 19    | Devyne Rensch            | 1          | 0            | 0          | 1     | 26 |
| 19    | Daniele Rugani           | 0          | 0            | 1          | 1     | 26 |
| 21    | Youri Baas               | 1          | 0            | 0          | 1     | 39 |
| 22    | Jordan Henderson         | 1          | 0            | 0          | 1     | 45 |

### Statistiques des passeurs décisifs
|       | Passeur                  | Eredivisie | Ligue Europa | KNVB Beker | Total | MJ |
| ----- | ------------------------ | ---------- | ------------ | ---------- | ----- | -- |
| TOTAL | TOTAL                    | 46         | 20           | 2          | 68    | 54 |
| 1     | Bertrand Traoré          | 5          | 3            | 0          | 8     | 49 |
| 2     | Kenneth Taylor           | 6          | 2            | 0          | 8     | 51 |
| 3     | Steven Berghuis          | 5          | 2            | 0          | 7     | 42 |
| 4     | Brian Brobbey            | 3          | 3            | 0          | 6     | 44 |
| 5     | Jordan Henderson         | 4          | 2            | 0          | 6     | 45 |
| 6     | Mika Godts               | 2          | 4            | 0          | 6     | 47 |
| 7     | Jorrel Hato              | 6          | 0            | 0          | 6     | 48 |
| 8     | Anton Gaaei              | 4          | 0            | 1          | 5     | 40 |
| 9     | Wout Weghorst            | 2          | 0            | 0          | 2     | 31 |
| 10    | Davy Klaassen            | 2          | 0            | 0          | 2     | 34 |
| 11    | Kian Fitz-Jim            | 1          | 1            | 0          | 2     | 45 |
| 12    | Steven Bergwijn          | 0          | 1            | 0          | 1     | 4  |
| 12    | Youri Regeer             | 1          | 0            | 0          | 1     | 4  |
| 14    | Don-Angelo Konadu        | 1          | 0            | 0          | 1     | 5  |
| 15    | Lucas Rosa               | 1          | 0            | 0          | 1     | 8  |
| 16    | Matheus                  | 1          | 0            | 0          | 1     | 10 |
| 17    | Oliver Valaker Edvardsen | 0          | 1            | 0          | 1     | 15 |
| 18    | Devyne Rensch            | 0          | 1            | 0          | 1     | 26 |
| 18    | Branco van den Boomen    | 0          | 0            | 1          | 1     | 26 |
| 20    | Chuba Akpom              | 1          | 0            | 0          | 1     | 32 |
| 21    | Remko Pasveer            | 1          | 0            | 0          | 1     | 43 |